# Флоренція
Флоре́нція (італ. Firenze) — місто в Італії, регіоні Тоскана, Флорентійській провінції. Адміністративний центр провінції та регіону. Колишня столиця Флорентійської Республіки (1115–1532), Флорентійського герцогства (1532–1569) і Великого герцогства Тосканського (1569–1860). Зробило грандіозний внесок у розвиток європейської та світової цивілізації. Місто дало світові таких гігантів, як Леонардо да Вінчі, Мікеланджело, Данте і Галілей. Місцевий діалект ліг в основу літературної італійської мови, флорентійська монета стала еталоном для всієї Європи, флорентійські художники розробили закони перспективи, флорентійські мислителі започаткували епоху Відродження, а флорентійський мореплавець Амеріго Веспуччі дав своє ім'я двом континентам (хоча це і сталося несправедливо щодо їхнього першовідкривача). День міста — 24 червня. Покровитель — Іван Хреститель. Місто-побратим Києва. Населення — 381 037 осіб (2014).

## Назва
- Флоре́нція (італ. Fiorenza, [fjoˈrεnʦa], від лат. Florentia) — латинська назва.
- Фіренце (італ. Firenze, МФА: [fiˈrεnʦe]; вимоваⓘ) — сучасна італійська назва.
- Нові Атени / Афіни — поетична назва Флоренції як «столиці Відродження».

## Географія
Географічно Флоренція розбудована в улоговині, навсебіч оточеній пагорбами (передгір'я Центральних Апеннін), і розташована на 240 км на північний захід від Рима. По території протікають річки Арно, Муньоне, Терцоле і Ґреве.
Сусідні муніципалітети: Баньйо-а-Риполі, Кампі-Бізенціо, Фієзоле, Імпрунета, Скандіччі, Сесто-Фіорентіно.

## Історія

### Стародавність
Флорентійська рівнина та навколишні пагорби були заселені ще з доісторичних часів, про що свідчать археологічні знахідки в цій місцевості.
Першим постійним поселенням було село на палях, побудоване приблизно в 9 столітті до нашої ери етрусками у вілланованський період, біля броду на річці Арно, в центрі родючої рівнини. Близько 150 року до нашої ери етруски із сусіднього міста Вісула (сьогоднішнього Фієзоле), розташованого високо на пагорбі, заснували поблизу Арно «місто-супутник», вдало використавши наявність водного шляху, і побудували перший дерев'яний міст.
Вже в етруську епоху місто називали іменем Флоренція, латиною - мовою, яка утвердилася в долині, якою проходили численні мандрівники.
- 568–774: лангобардське герцогство Тускія (Tuscia)[3]
- 774—846: Франкське королівство
- 843—846: Середнє Франкське королівство
- 846–1197: Тосканська марка у складі Італійського королівства Священної Римської імперії[3].
  - 1115—1120: Флоренція як вільна комуна[3].
  - 1160—1173: відновлено імперську адміністрацію[3].
  - 1173—1195: Флоренція як вільна комуна[3].
  - 1195—1197: відновлено імперську адміністрацію[3].
  - 1195—1250: Флоренція як вільна комуна[3].

### Флорентійська республіка

Герб Флоренції після 1251 р. з гербом-квіткою (флорою)

- 1250: Флоренція проголошена Флорентійською Республікою (італ. Repubblica di Firenze, лат. Respublica Florentina)[3].
- 16 вересня 1260 — 11 листопада 1266: окупована Сицилійським (Неаполітанським) королівством[3].
- 1293: створено посаду Гонфалоньєр юстиції (Gonfaloniere di giustizia)[3].
- 5 листопада 1301 — 12 квітня 1302: окупована Французьким королівством[3].
- липень 1313 — 28 грудня 1327: окупована Сицилійським (Неаполітанським) королівством[3].
- 6 грудня 1384: приєднано Ареццо[3].
- 1404: приєднано Монтепульчано[3].
- 30 серпня 1405: приєднано Пізанську республіку (до 9 листопада 1494)[3].
- 18 січня 1411: куплено Кортонську сеньйорію[3].
- 28 серпня 1421: куплено Ліворно у Генуезької республіки[3].
- 1427: приєднано Вольтерру[3].
- 6 березня 1477: приєднано Фівіцаннський ексклав (до 5 жовтня 1847)[3].
- 26 вересня 1484: приєднано П'єтразантський ексклав (до 5 жовтня 1847, з перервою 1496 — 1516)[3].
- 9 листопада 1494: втрачено Пізанську республіку[3].
- 28 листопада 1494: домініканець Джироламо Савонарола та його послідовники виганяють з Флоренції правлячий рід Медічі й встановлюють Флорентійську народну (теократичну) республіку[3].
- 8 червня 1509: повторно приєднано Пізанську республіку[3].
- 11 травня 1527: рід Медічі знову вигнано з Флоренції (до 1530)[3].
- 4 серпня 1530 — 6 липня 1531: Священна Римська імперія окуповує Флорентійську республіку[3].
  - 27 жовтня 1530: Медічі повертаються до Флоренції й очолюють її[3].
  - 6 липня 1531: Алессандро Медічі проголошений правителями Флоренції указом Карла V, імператора Священної Римської імперії[3].
- 27 квітня 1532: Флорентійська сеньйорія і гонфалоньєрство поступаються Алессандро як спадковому герцогу[3].

В епоху Відродження тут діяла Неоплатонівська академія.
Саме у Флоренції, починаючи з Джотто, творили найяскравіші майстри малярства, архітектури й усіх кунштовних мистецтв. До кінця XV століття місто вже набуло тих неповторних і прекрасних рис, які й досі привертають увагу людей. Уже були збудовані чудові храми й палаци, вже були написані унікальні фрески, і на майданах міста встановили дивовижні статуї. Приблизно в цю ж добу у Флоренції працювали Леонардо да Вінчі, і Мікеланджело, і Рафаель.
Флорентійська республіка існувала з XII століття (з 1434 року була фактично диктатурою — одноосібною сеньйорією банкірського роду Медічі). До неї належали також такі міста як Піза, Ареццо, Пістоя та Ліворно. Із Флоренцією пов'язане життя відомого харизматичного домініканського ченця та антимодерніста Джироламо Савонароли, який наприкінці XV століття перетворив Флорентійську сеньйорію диктаторів Медічі на теократичну Другу Флорентійську республіку, королем якої проголошено Христа.

### Герцогства

Герб Медічі як герб Флорентійського герцогста і Великого герцогства Тосканського

- 1 травня 1532: набуває чинності імператорський указ про створення Флорентійського герцогства Священної Римської імперії[3]. Ним править дім Медіді (до 1737)[3].
- 3 липня 1557: укладено договір про передачу Сієни[3].
- 19 липня 1557: приєднано Сієну[3].
- 27 серпня 1569: згідно з папською буллою Флорентійське герцогство стає Великим герцогством Тосканським[3].
- 18 лютого 1570: герцог коронований на велике герцогство[3].
- 9 червня 1604: приєднано Пітільянське графство[3].
- 18 вересня 1650: приєднано Понтремольський ексклав (до 17 грудня 1847)[3].
- 9 липня 1737: згідно з імператорським указом Велике герцогство Тосканське передане лотаринзькому герцогу з Габсбурзького дому[3].
- 25 березня 1799: окуповане Французькою Республікою[3].
- 27 березня: перетворене на Етруську Республіку[3].
- 7 липня 1799: відновлене як Велике герцогство Тосканське[3].
- 9 лютого 1801: великий герцог детронізований згідно з Люневільським миром (ратифікований 16 березня 1801)[3].
- 2 серпня 1801: створено Етрурське королівство (італ. Regno di Etruria)[3].
- 10 грудня 1807: Етрурія анексована Французькою імперією (до 1 лютого 1814)[3].
- 24 травня 1808: терени Етрурії поділені на департаменти Арно, Середземноморський і Омброн[3].
- 1 лютого 1814: Етрурія окупована Сицилійським (Неаполітанським) королівством[3].
- 27 квітня 1814: відновлено Велике герцогство Тосканське[3].
- 5 жовтня 1847: приєднано Лукку, а Фівіццано віддано Моденському герцогству[3].
- 17 грудня 1847: Понтремолі віддано Пармському герцогству[3].
- 8 лютого 1849: створено тимчасовий уряд Великого герцогства Тосканського[3].
- 18 лютого 1849: тимчасовий уряд проголосив Флорентійську республіку[3].
- 12 квітня 1849: внаслідок перевороту відновлено Велике герцогство Тосканське[3].
- 25 травня 1849: австрійська інтервенція відновлює владу великих герцогів Габсбурзького дому[3].
- 27 квітня 1859: вигнано великого герцога; владу перейняв тимчасовий уряд[3].
- 11 травня 1859: управління Великим герцогством Тосканським прийняло Сардинське королівство[3].
- 16 серпня 1859: великий герцог тосканський детронізований парламентом[3].
- 21 грудня 1859: Карло Бон Компаньї ді Момбелло призначений генерал-губернатором об'єднаних центрально-італійських провінцій, з метою приєднання Тоскани, Модени, Парми і Романьї до Сардинського королівства[3].
- 22 березня 1860: Флоренція з Тосканою приєднана до Сардинського королівства, але зберігала широку автономію[3].
- 18 березня 1861: Флоренція стає частиною об'єднаного Італійського королівства[3].
- 23 жовтня 1861: скасовано тосканську автономію[3].

## Демографія
Населення за роками:

Станом на 1 січня 2023 року в муніципалітеті офіційно проживало 54 970 іноземців з 156 країн, серед них 10577 громадян країн Євросоюзу та 1316 громадян України.

## Клімат
| Флоренція             | Місяці       | Місяці       | Місяці      | Місяці      | Місяці    | Місяці     | Місяці      | Місяці      | Місяці      | Місяці      | Місяці    | Місяці      | Пора  | Пора  | Пора  | Пора  | Рік   |
| Флоренція             | Січ          | Лют          | Бер         | Кві         | Тра       | Чер        | Лип         | Сер         | Вер         | Жов         | Лис       | Гру         | Зим   | Вес   | Літ   | Осі   | Рік   |
| --------------------- | ------------ | ------------ | ----------- | ----------- | --------- | ---------- | ----------- | ----------- | ----------- | ----------- | --------- | ----------- | ----- | ----- | ----- | ----- | ----- |
| Темп. макс. (°C)      | 10.1         | 12.0         | 15.0        | 18.8        | 23.4      | 27.3       | 31.1        | 30.6        | 26.6        | 21.1        | 14.9      | 10.4        | 10.8  | 19.1  | 29.7  | 20.9  | 20.1  |
| Темп. мін. (°C)       | 1.4          | 2.8          | 4.9         | 7.7         | 11.3      | 14.7       | 17.2        | 17.0        | 14.2        | 10.0        | 5.5       | 2.4         | 2.2   | 8     | 16.3  | 9.9   | 9.1   |
| Темп. макс. іст. (°C) | 19 (1985)    | 23 (1990)    | 26.1 (1968) | 29 (1968)   | 34 (1979) | 40 (1990)  | 42.6 (1983) | 41.1 (2003) | 36.4 (1971) | 31 (1956)   | 27 (2004) | 20.4 (1989) | 23    | 34    | 42.6  | 36.4  | 42.6  |
| Темп. мін. іст. (°C)  | -23.2 (1985) | -11.4 (1956) | -8 (1973)   | -3.2 (2003) | 1 (1962)  | 5.6 (1975) | 7.8 (1970)  | 9 (1963)    | 3.9 (1977)  | -1.4 (1974) | -6 (1983) | -10 (2005)  | -23.2 | -8    | 5.6   | -6    | -23.2 |
| Опади (мм)            | 73.1         | 69.2         | 80.1        | 77.5        | 72.6      | 54.7       | 39.6        | 76.1        | 77.5        | 87.8        | 111.2     | 91.3        | 233.6 | 230.2 | 170.4 | 276.5 | 910.7 |
| Дні опадів (≥ 1 мм)   | 9            | 8            | 9           | 9           | 9         | 6          | 4           | 6           | 6           | 7           | 10        | 9           | 26    | 27    | 16    | 23    | 92    |

## Архітектура

### Церкви
- собор Санта-Марія-дель-Фйоре (Cattedrale di Santa Maria del Fiore)
- Баптистерій
- Базиліка Сан-Лоренцо (Basilica di San Lorenzo)
- Базиліка Сан-Марко (Basilica di San Marco)
- Санта-Кроче (базиліка) (Basilica di Santa Croce)
- Базиліка Санта-Марія-дель-Карміне (Флоренція)
- Базиліка Пресвятої Трійці (Basilica di Santa Trinita)
- Базиліка Сан Міньято аль Монте
- Церква Оньїсанті (Chiesa di Ognissanti)
- Церква Орсанмікеле
- Церква Сантіссіма Аннунціата (Basilica della Santissima Annunziata)
- Церква Сан-Сальві
- Базиліка Санто-Спіріто (Basilica di Santo Spirito)

23 листопада 2002 року заснована громада УГКЦ в Флоренції, у листопаді 2014-го отримала храм до постійного користування.

### Палаци
- Палаццо Веккйо
- Палаццо Пітті
- Палаццо Герарді
- Палаццо Медічі-Рікарді
- Палаццо Ручеллаї
- Палаццо Строцці
- Палаццо Барджелло

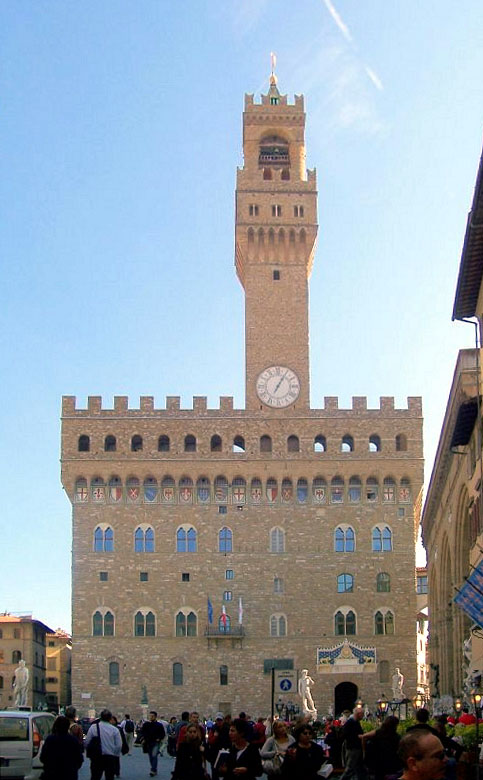
Палаццо Веккіо
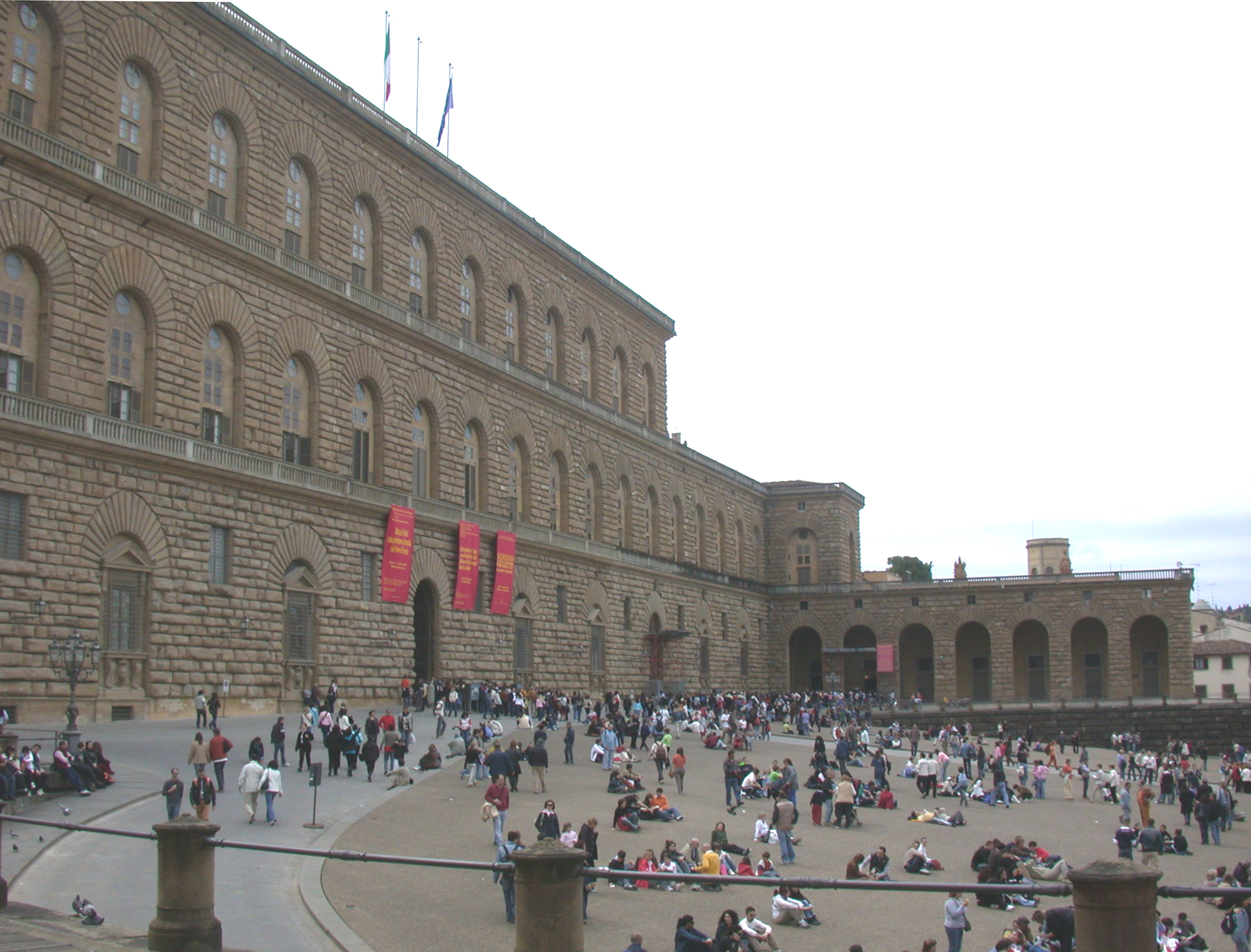
Палаццо Пітті, курдонер
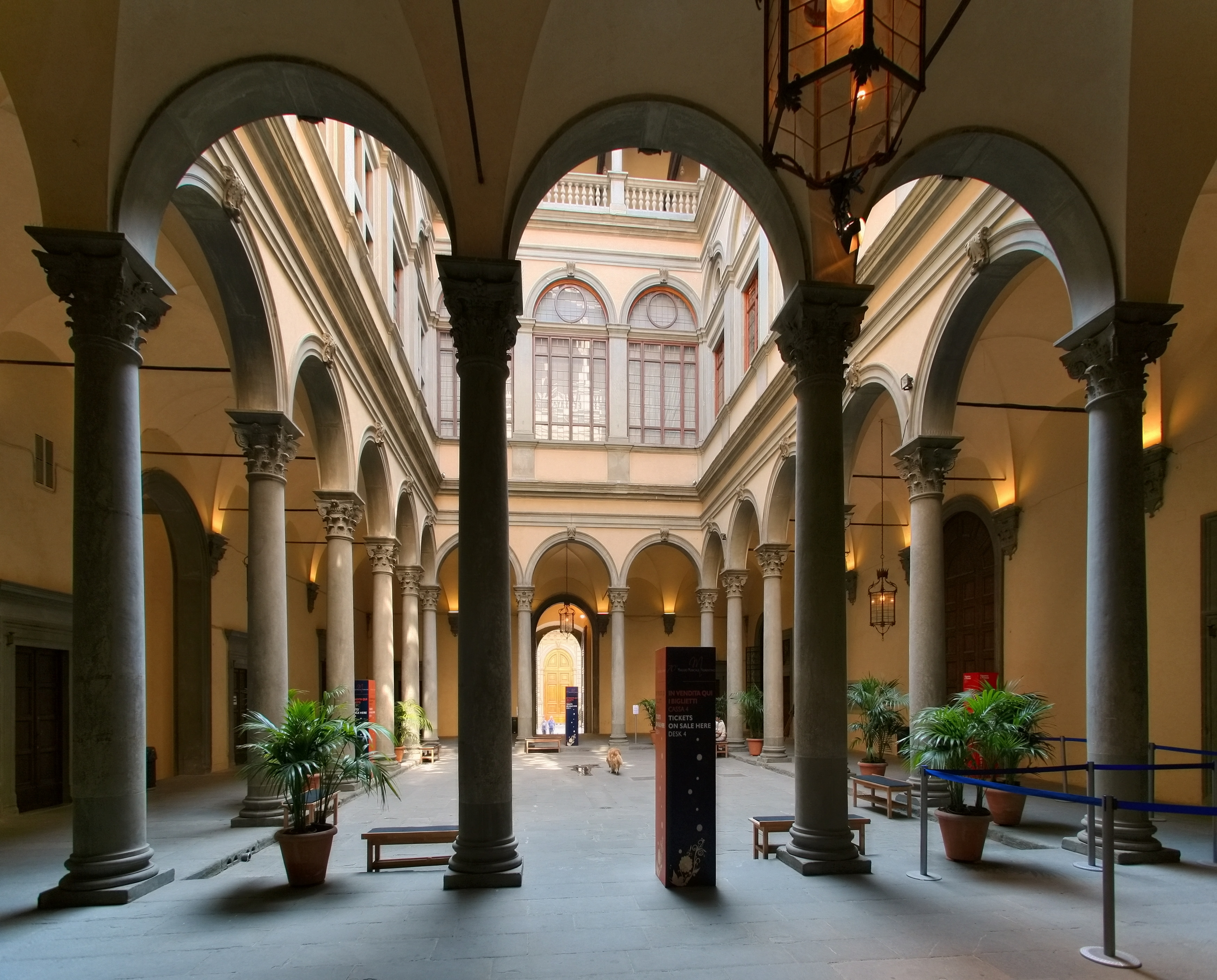
Палаццо Строцці, внутрішній дворик
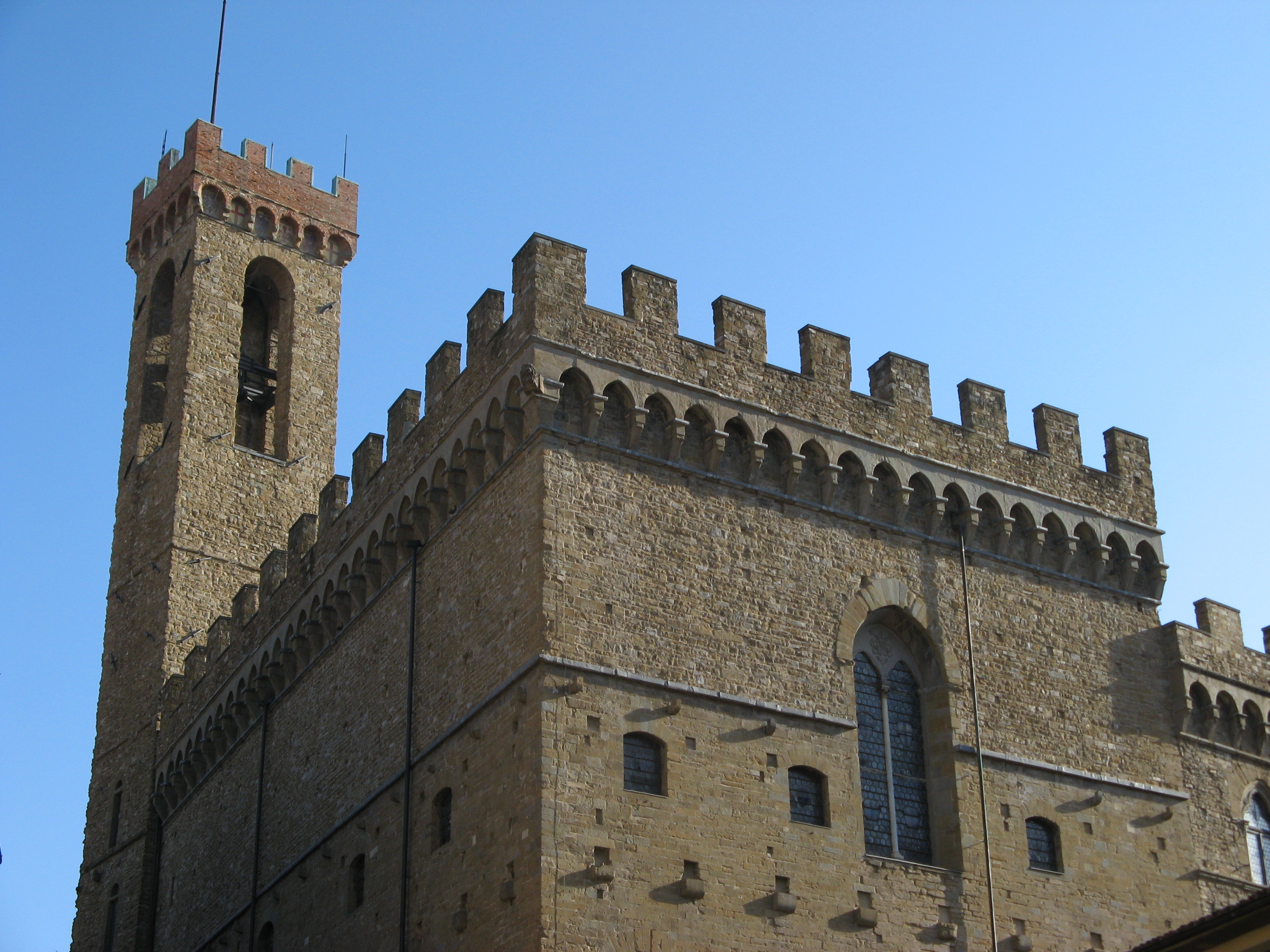
Барджелло

### Музеї

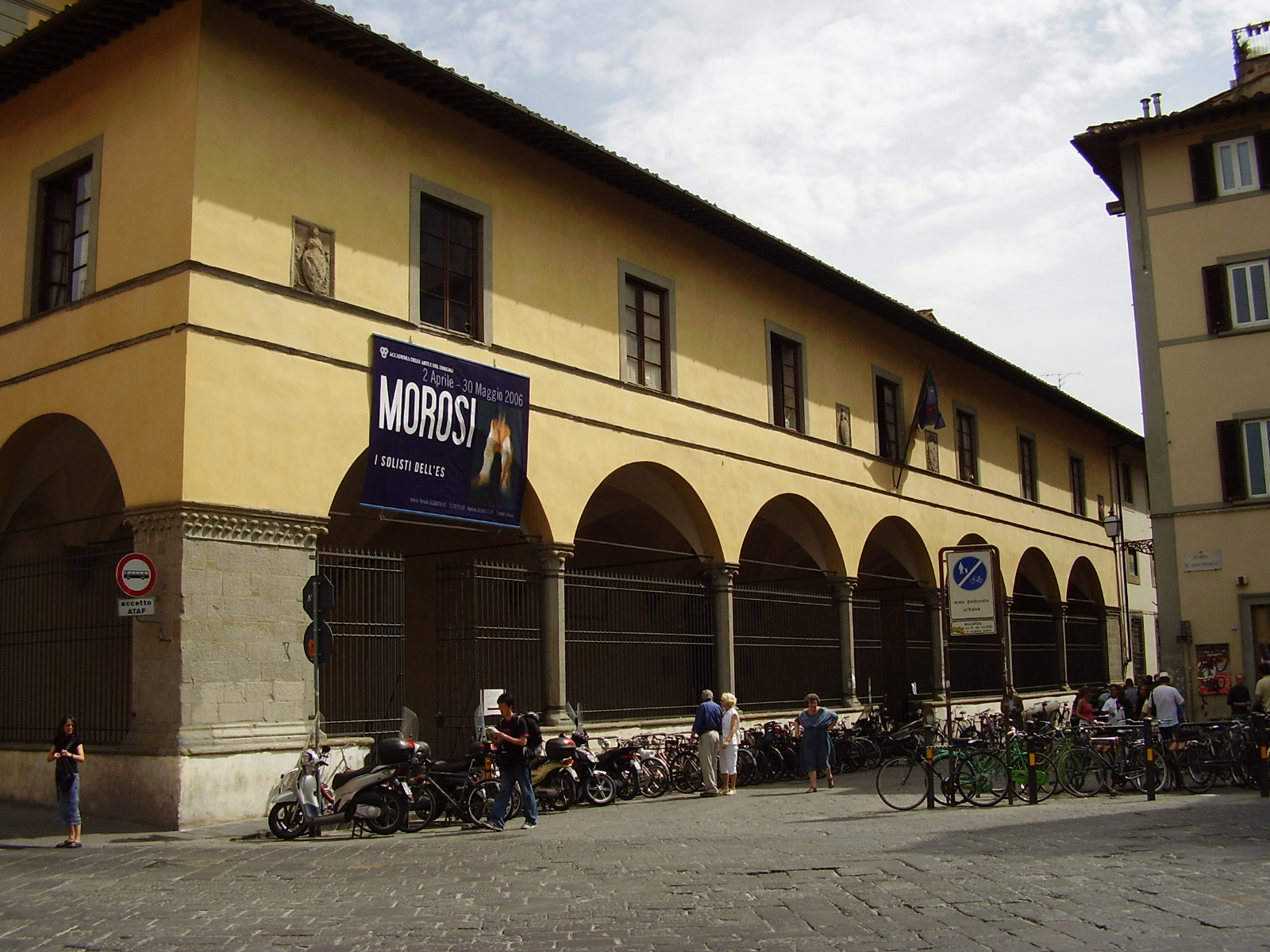
Галерея Академії

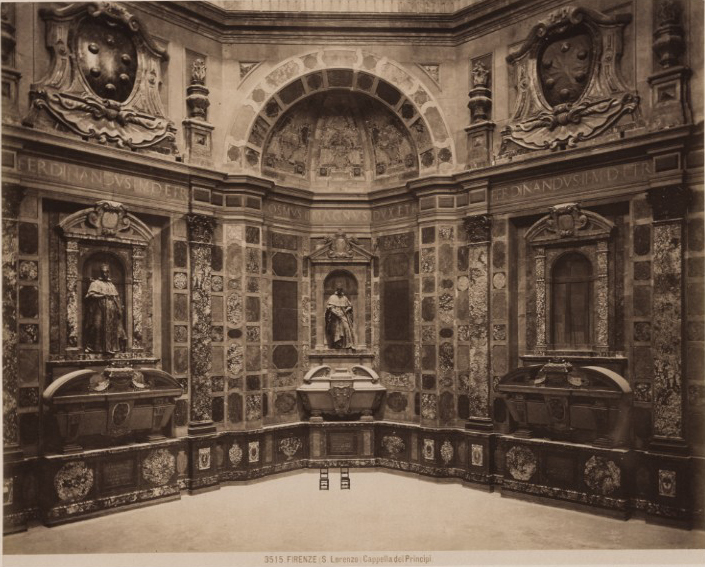
Каплиця дельї Прінчірі в ц-ві Сан Лоренцо

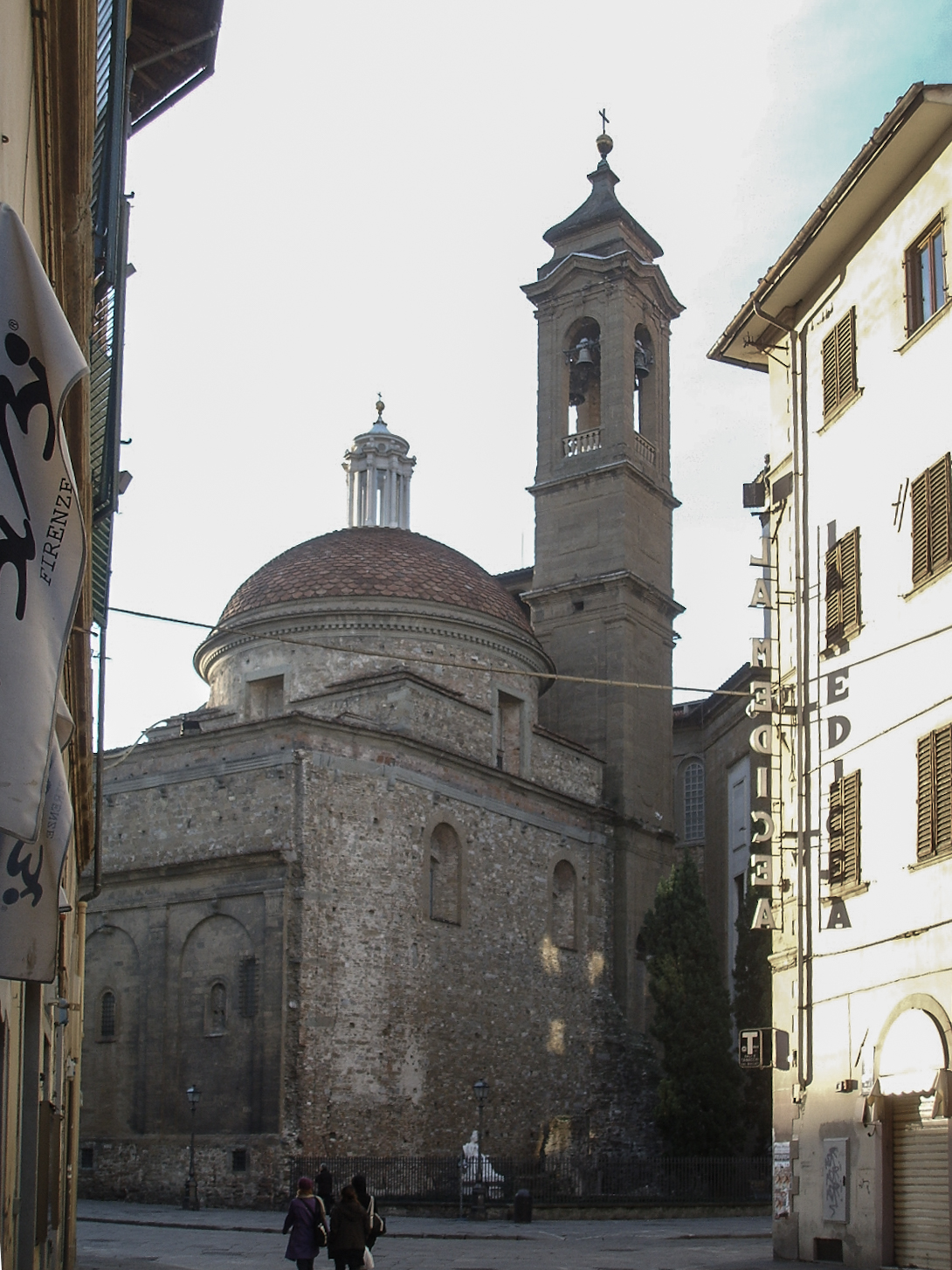
Каплиця Медичі нова, фасади

- Галерея Уффіці з колекцією автопортретів відомих митців минулого
- Палаццо Пітті (Палатинська галерея)
- Музей натюрмортів
- Музей порцеляни
- Сади Боболі
- Національний археологічний музей Флоренції
- Національний музей Сан Марко
- Каплиця Медичі, (Cappelle Medicee)
- Галерея Академії
- Національний музей Барджелло
- Музей Флорентійського собору
- Церква Сан Лоренцо
- Музей Стібберт
- Музей музичних інструментів
- Галерея сучасного мистецтва
- Музей Мікеланджело (Каза Буонарроті — приватний музей)
- Вілла Поджо а Кайано, (Villa di Poggio a Caiano)
- Музей футболу (приватний музей)
- Музей історії науки (приватний музей)
- Палаццо Строцці (приватний музей)
- Ріккардіанська бібліотека (бібліотека-музей)

### Мости

Вигляд річки Арно з Галереї Уффіці. На першому плані Понте Веккіо (з коридором Вазарі), далі Понте Санта Триніта, Понте алла Каррайя, Понте Амеріго Веспуччі і Понте алла Вітторія

- Понте ді Варлунго
- Понте Джованні да Верраццано
- Понте ді Сан Нікколо
- Понте алле Ґраціє
- Понте Веккіо
- Понте Санта Триніта
- Понте алла Каррайя
- Понте Амеріго Веспуччі
- Понте алла Вітторія
- Ponte della tramvia
- Passerella dell'Isolotto
- Понте аль Індіано
- Ponte dell'autostrada A1
- Понте Россо

## Спорт
У Флоренції розташовано відомий стадіон Артеміо Франкі, на якому домашні матчі проводить легендарний футбольний клуб Фіорентина.
Поблизу міста розташовано автодром Муджелло.

## Галерея зображень

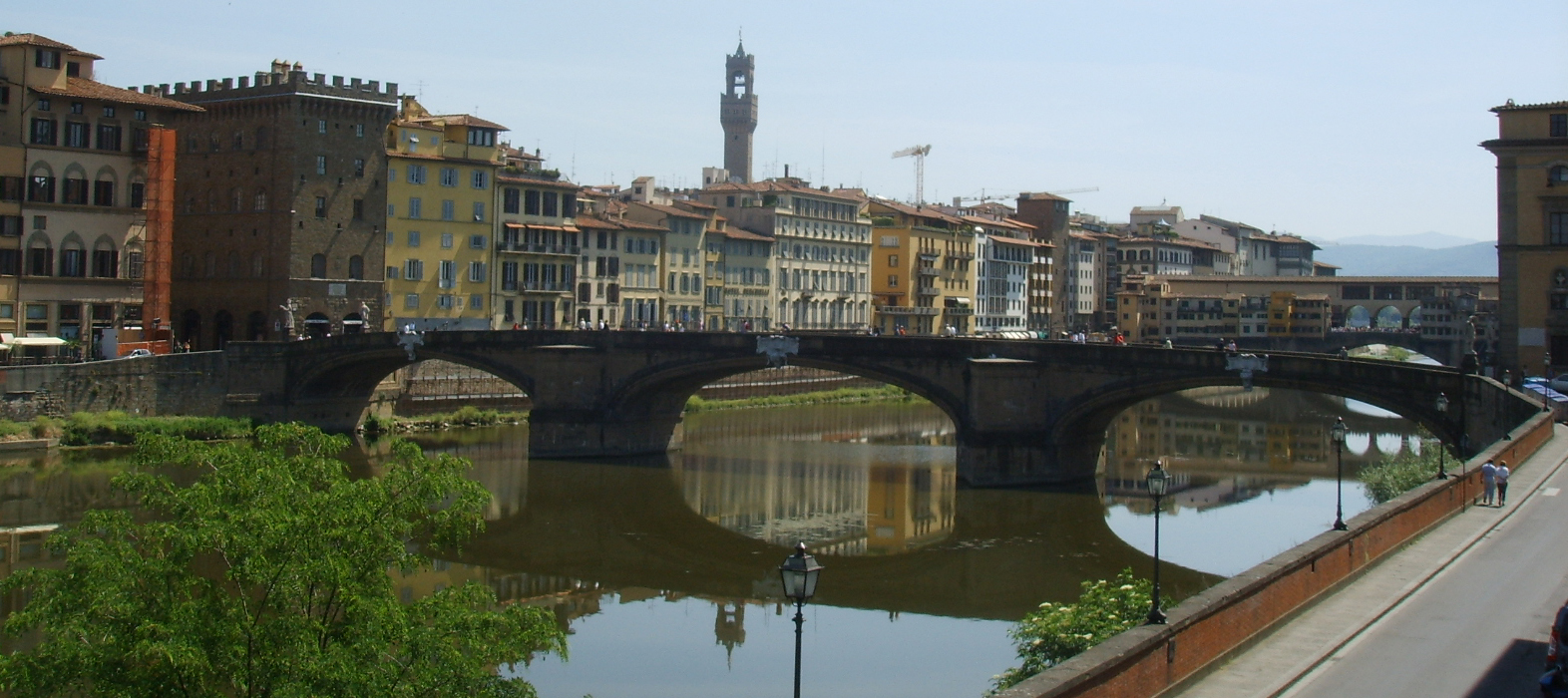
Міст Санта Триніта (Св. Трійці)
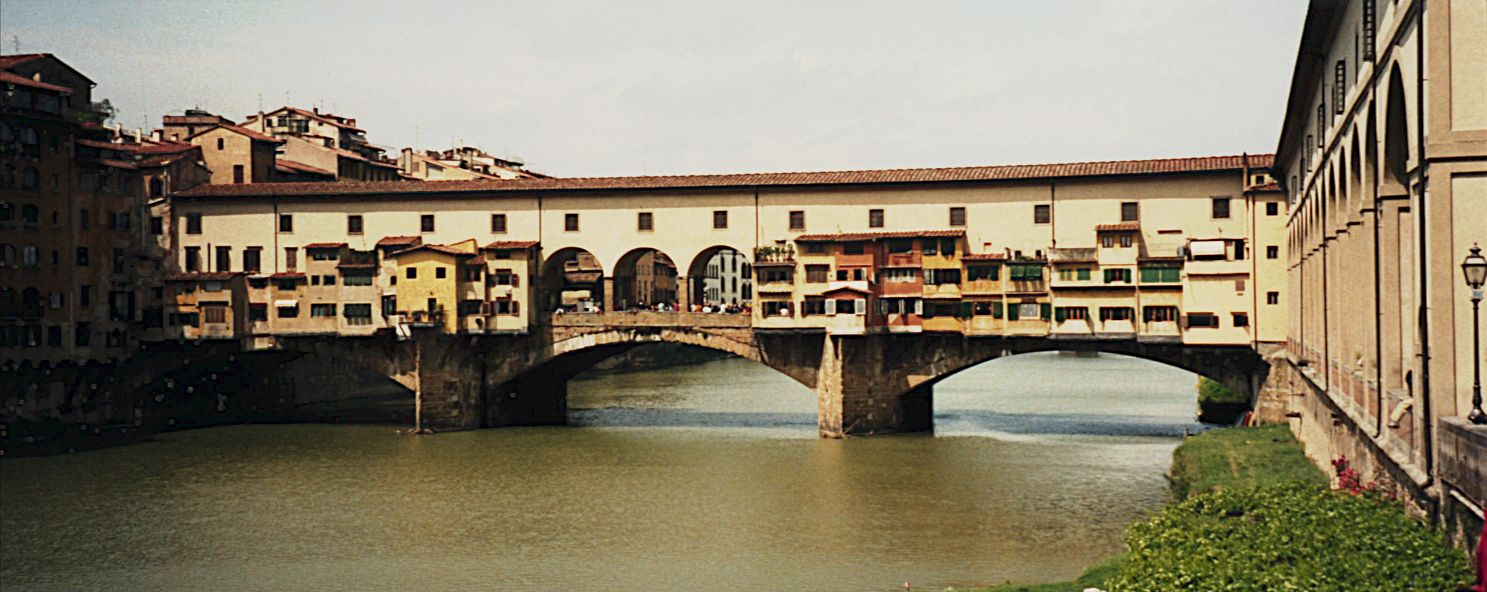
Понте Веккіо (Старий міст)
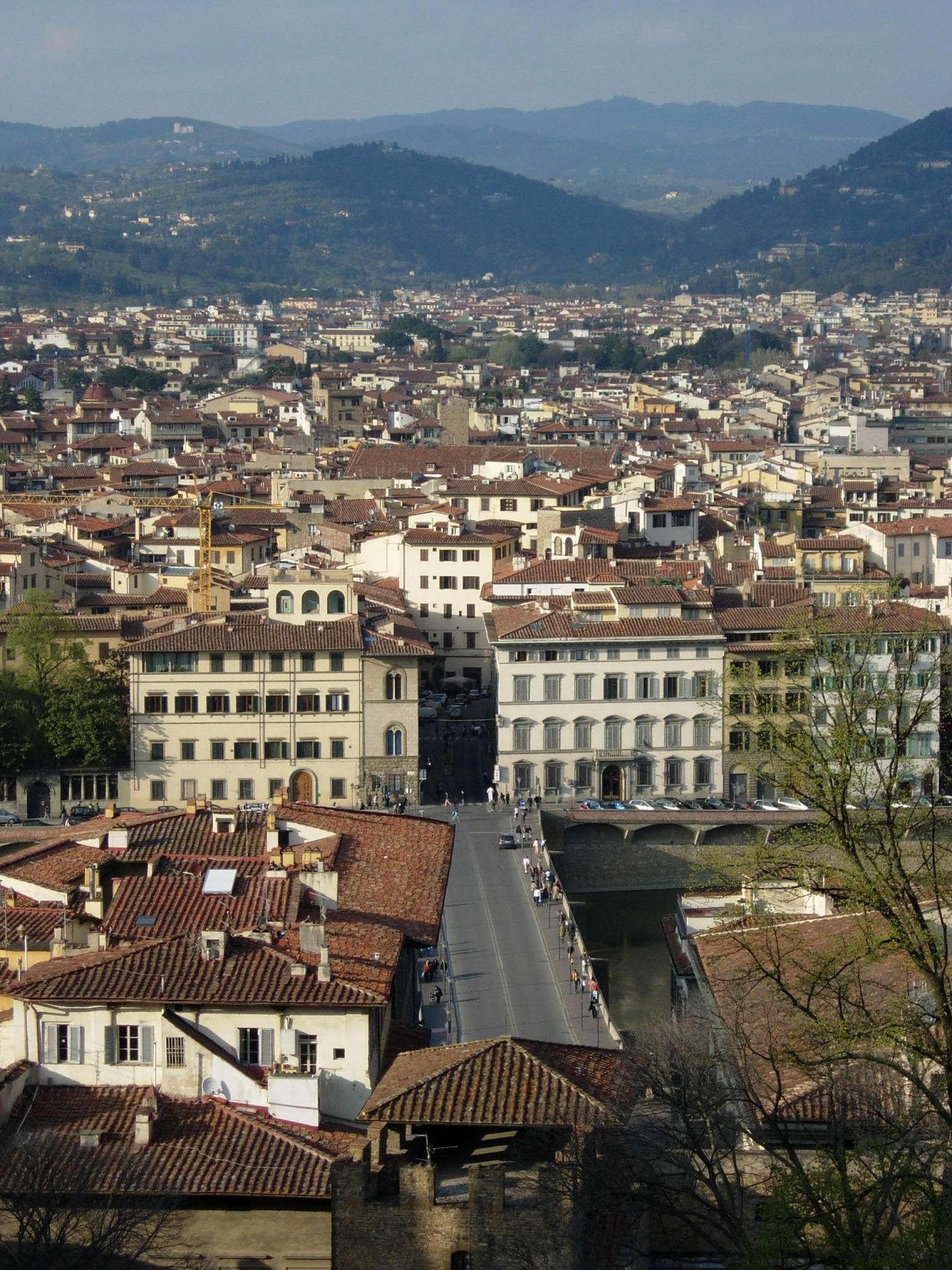
Понте алле Ґраціє
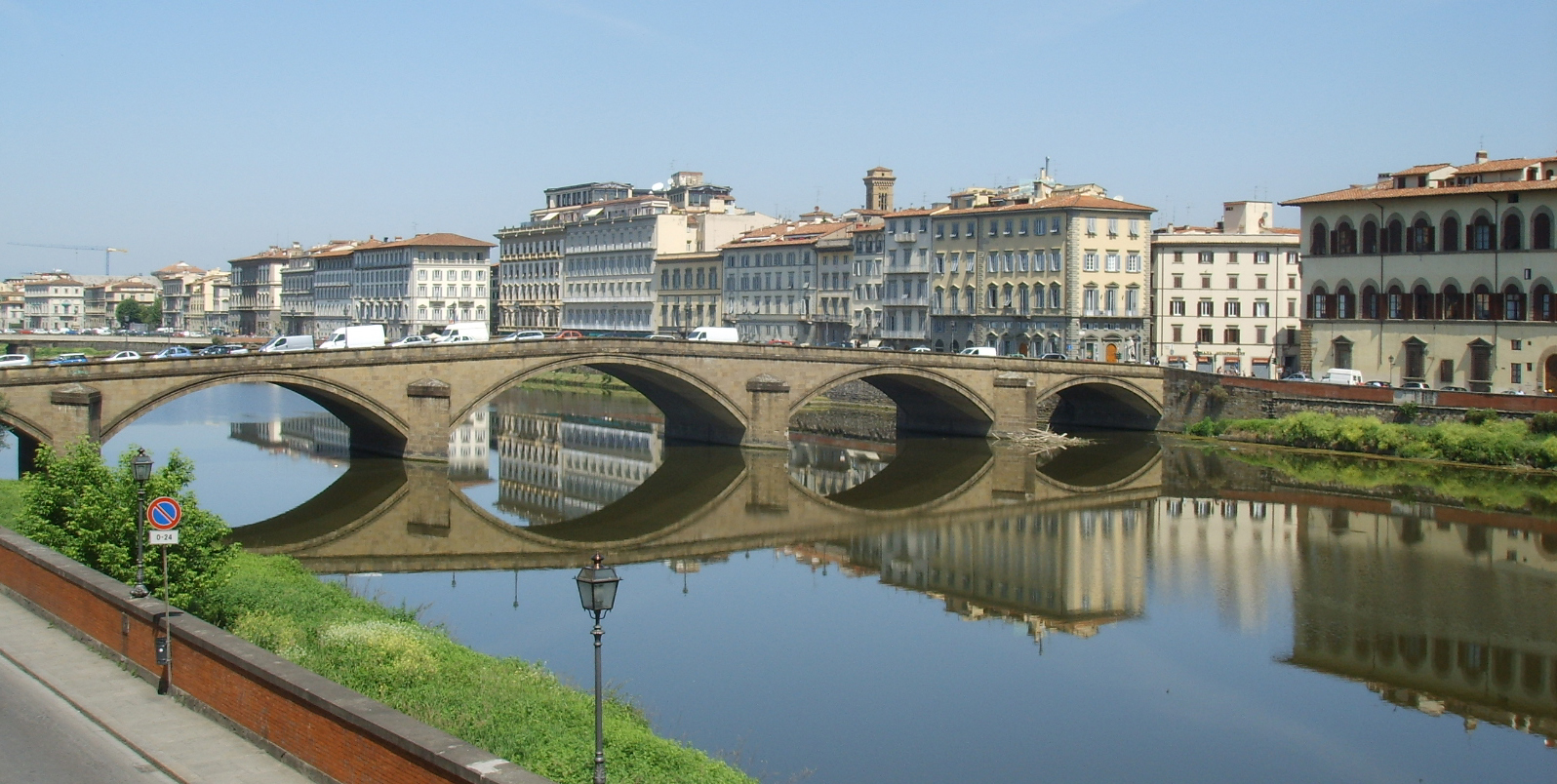
Понте алла Каррайя
Краєвид з верхівки соборної дзвіниці
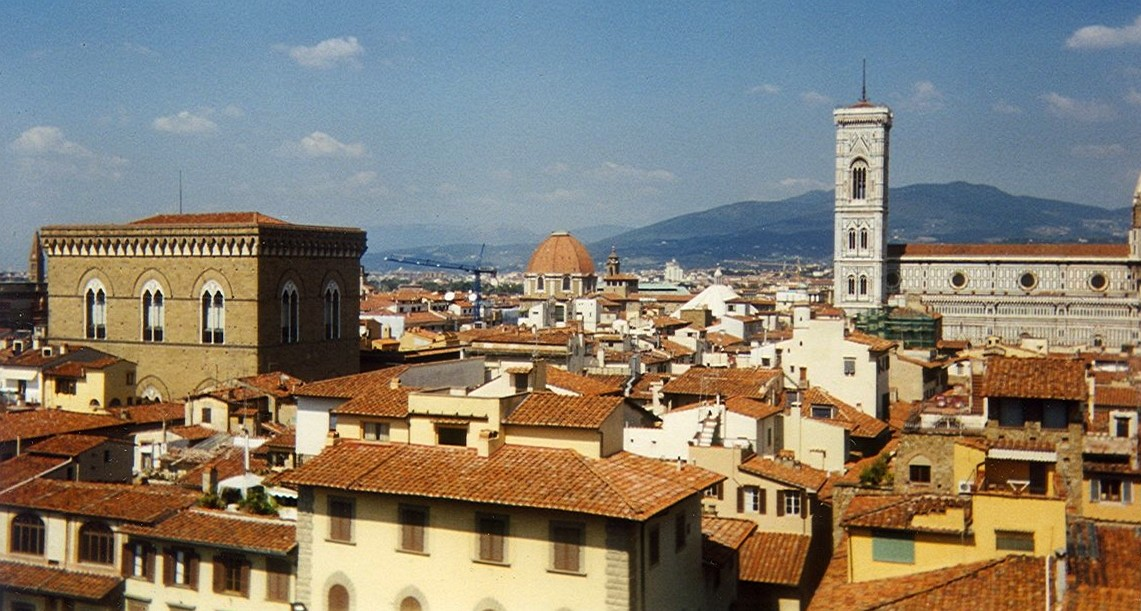
Історичний центр міста
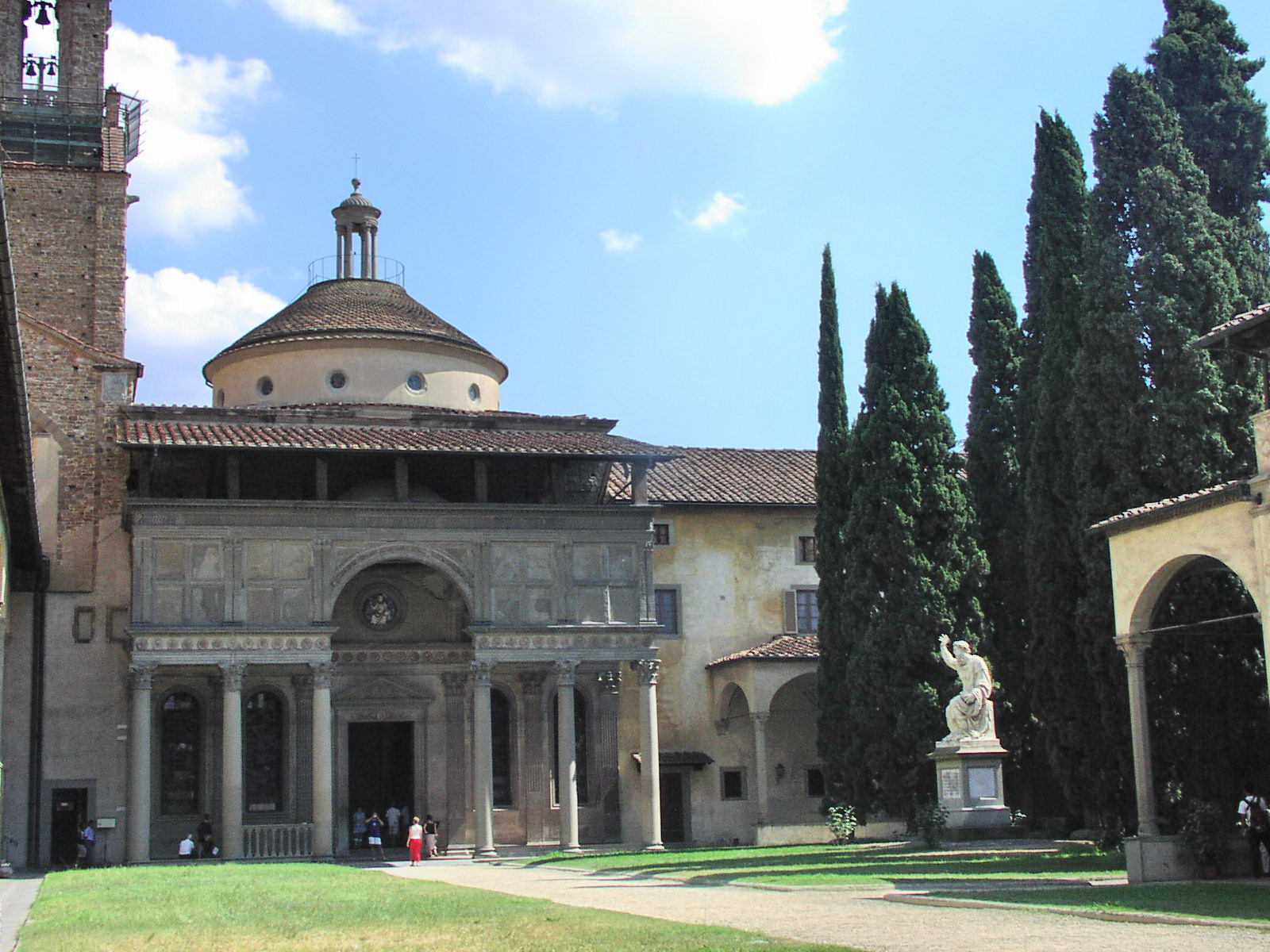
Каплиця Пацці
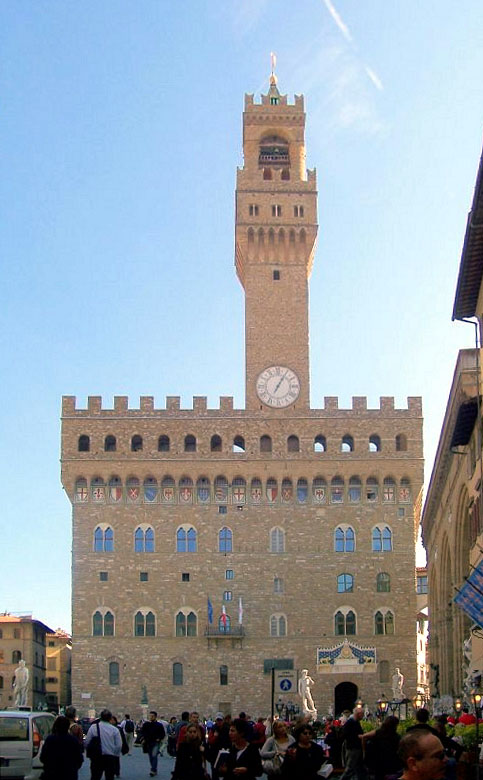
Палаццо Веккіо, Старий палац
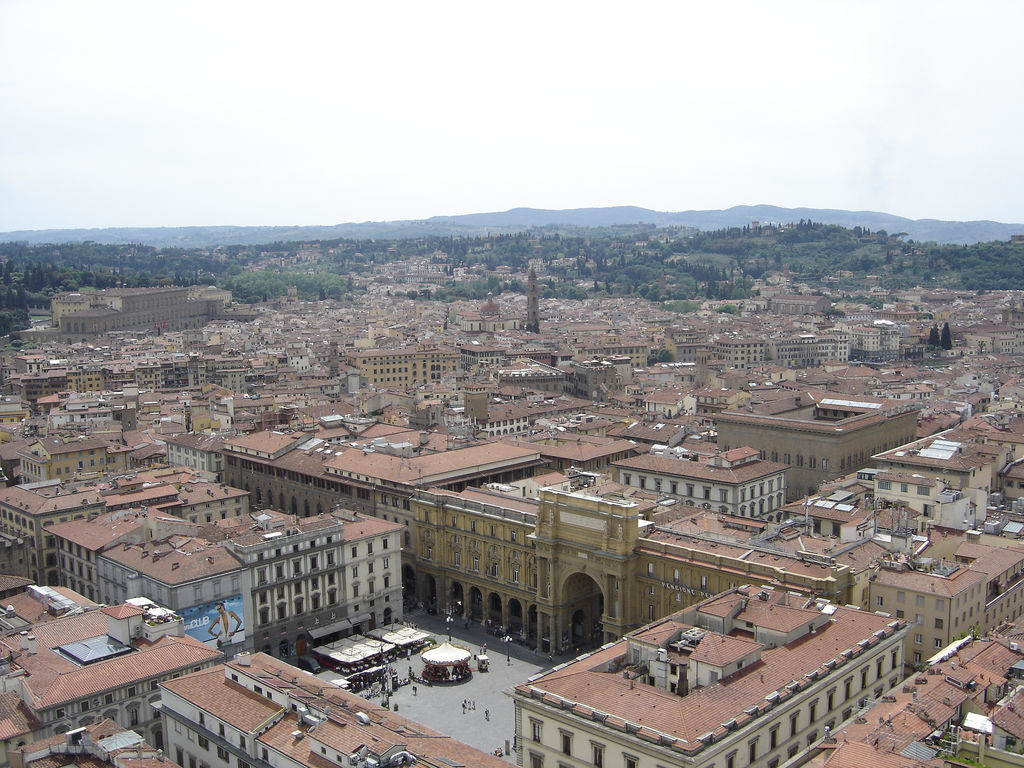
Куточок міста
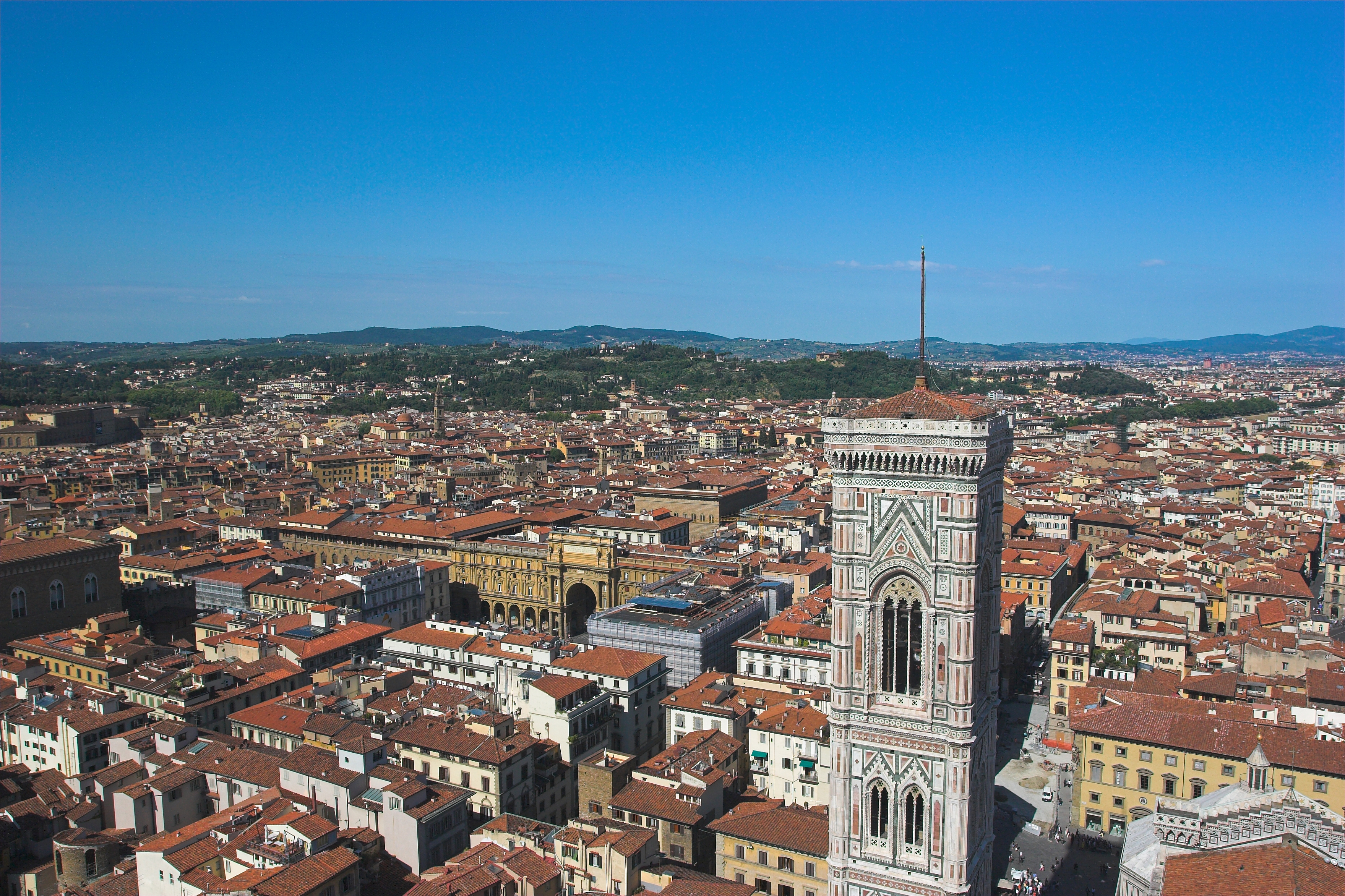
Дзвіниця Джотто
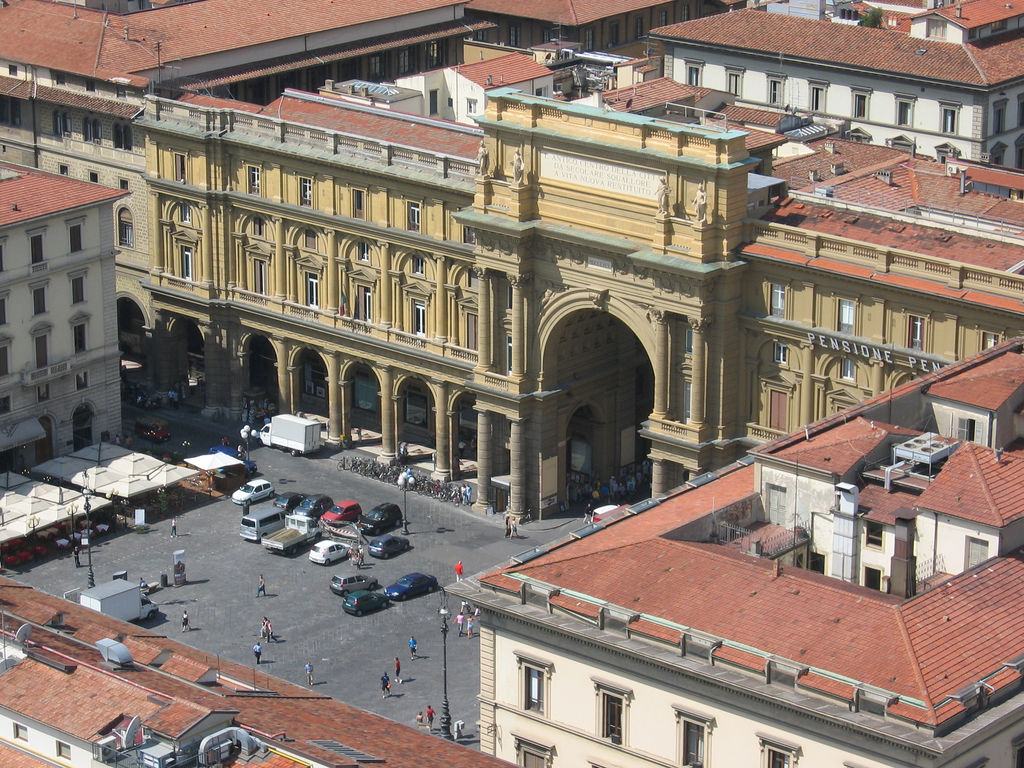
П'яцца делла Републіка
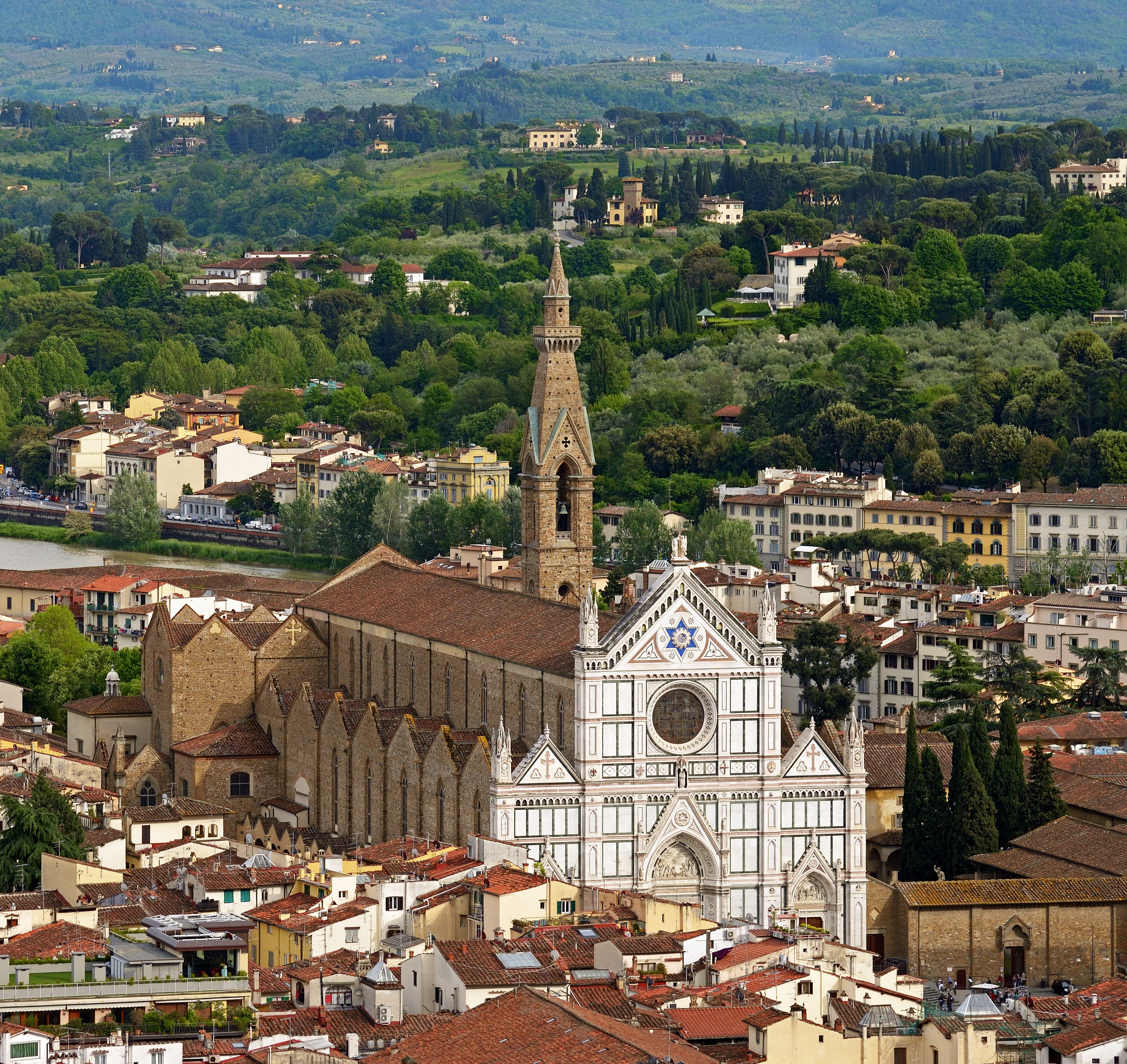
Погляд на базиліку Санта Кроче з Башти Джотто
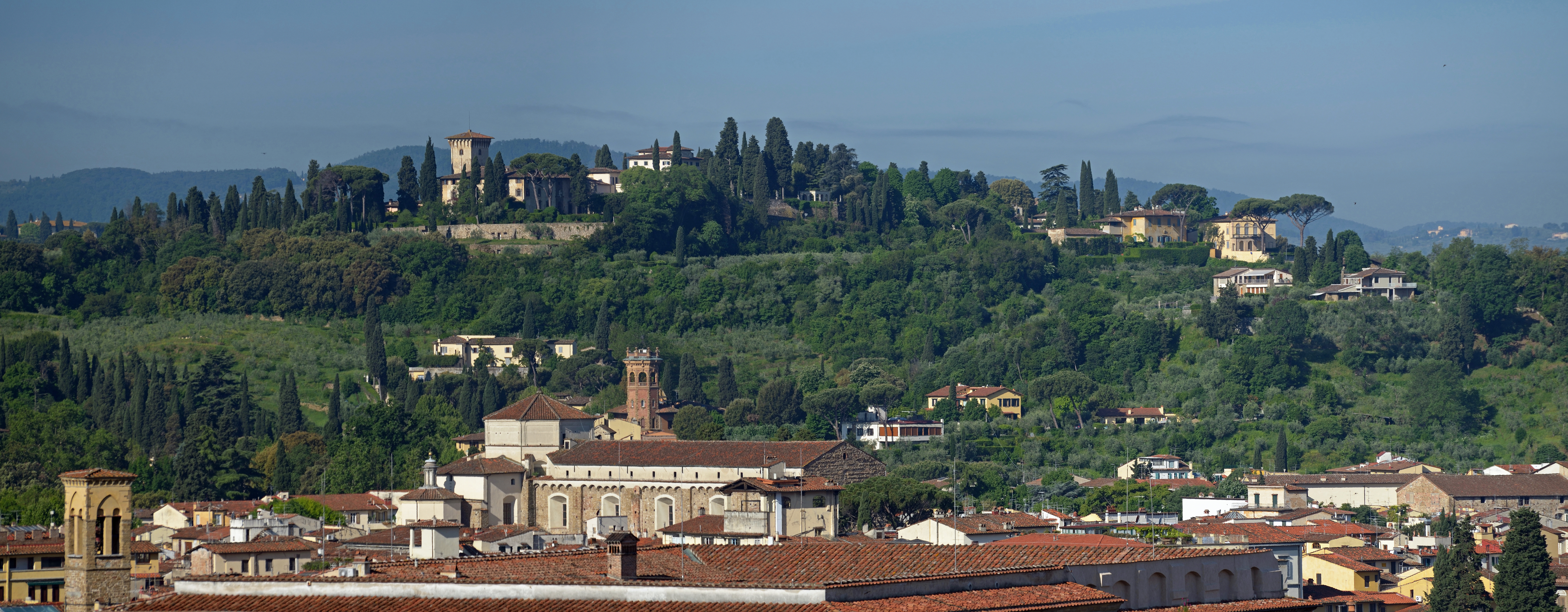
Погляд на церкву Св. Марії дель Карміне і пагорб Беллосгуардо з Башти Джотто
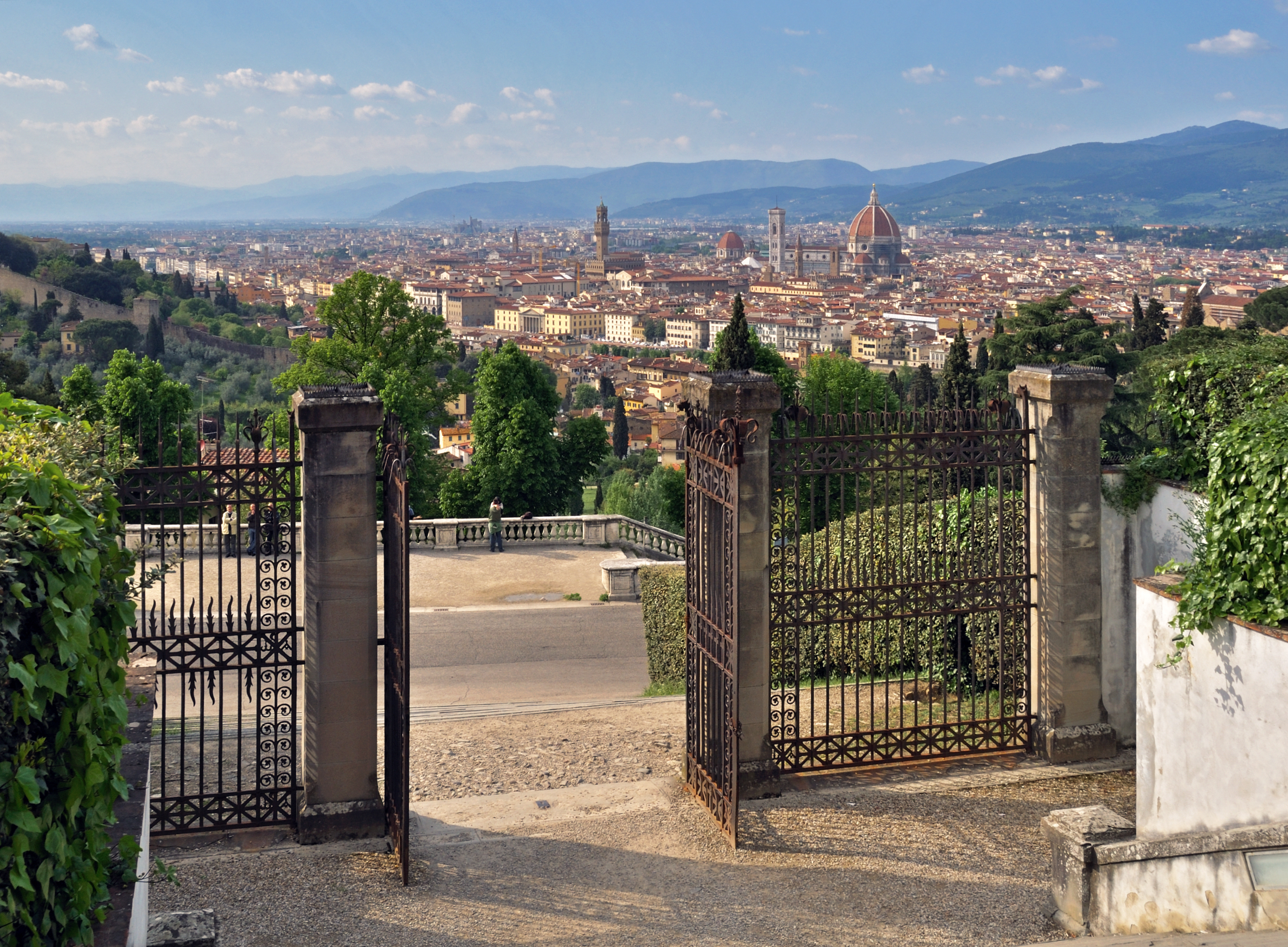
Вигляд Флоренції від базиліки Сан-Міньято-аль-Монте
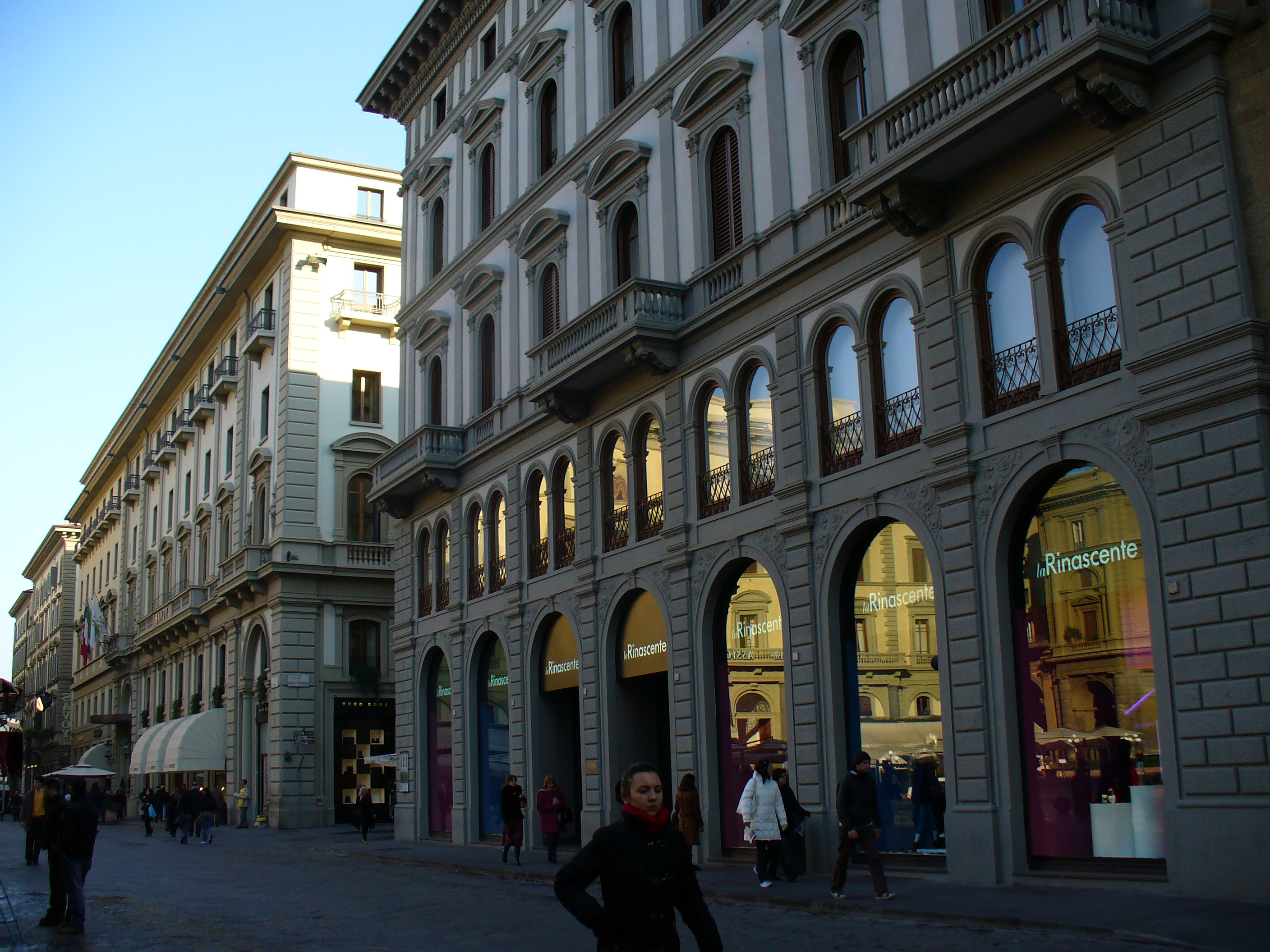
Piazza della Repubblica
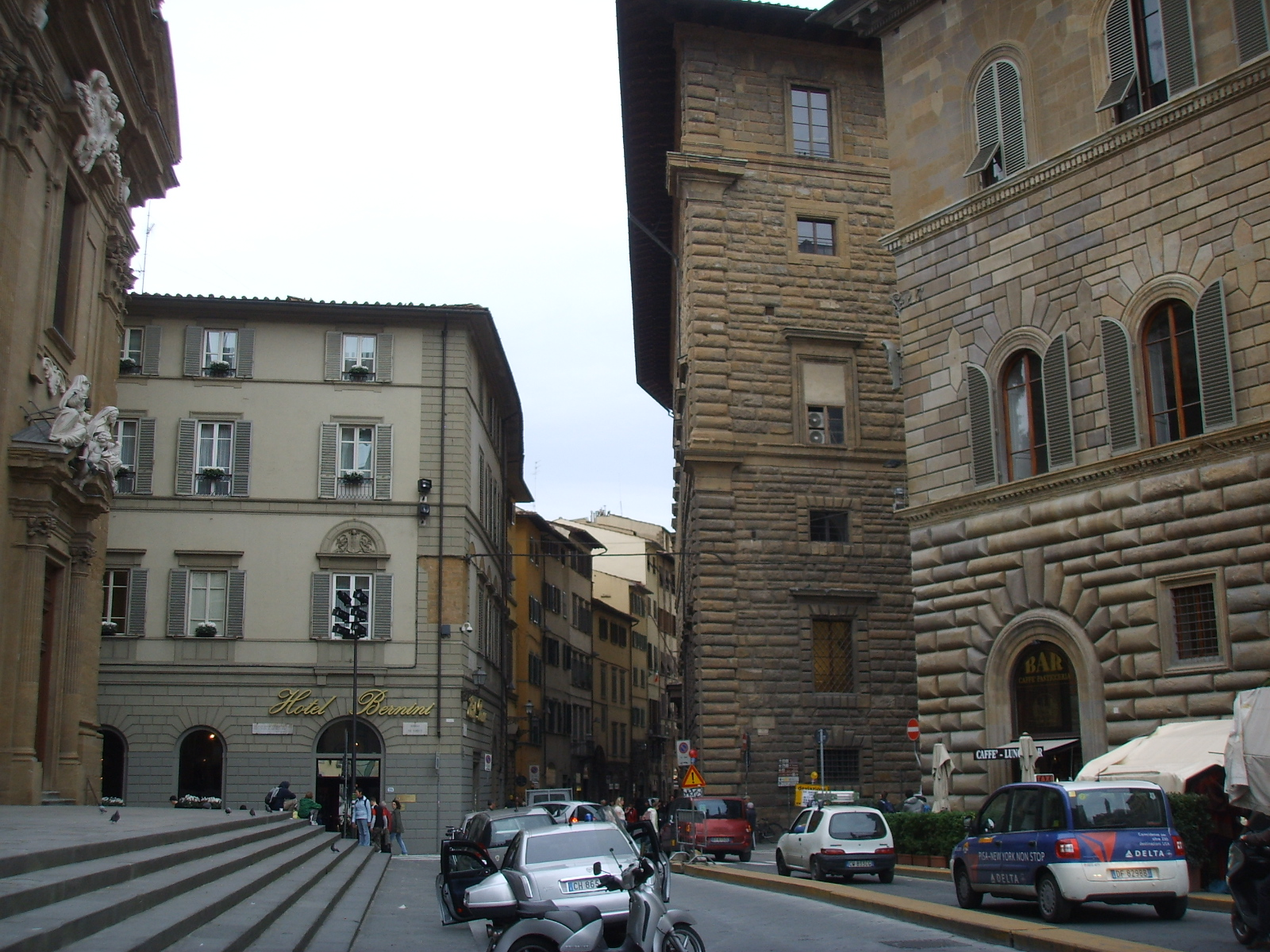
Piazza San Firenze
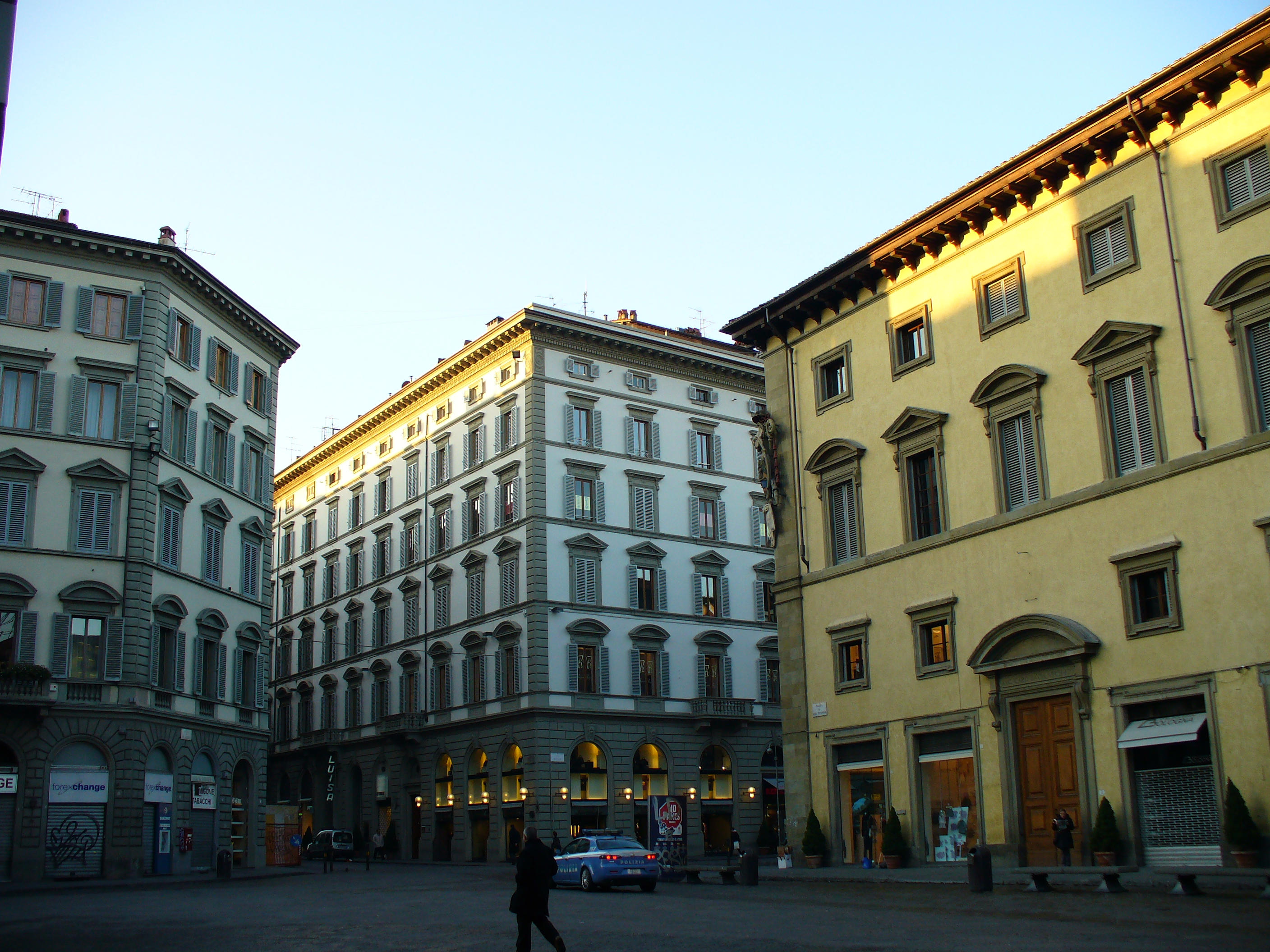
Piazza San Giovanni
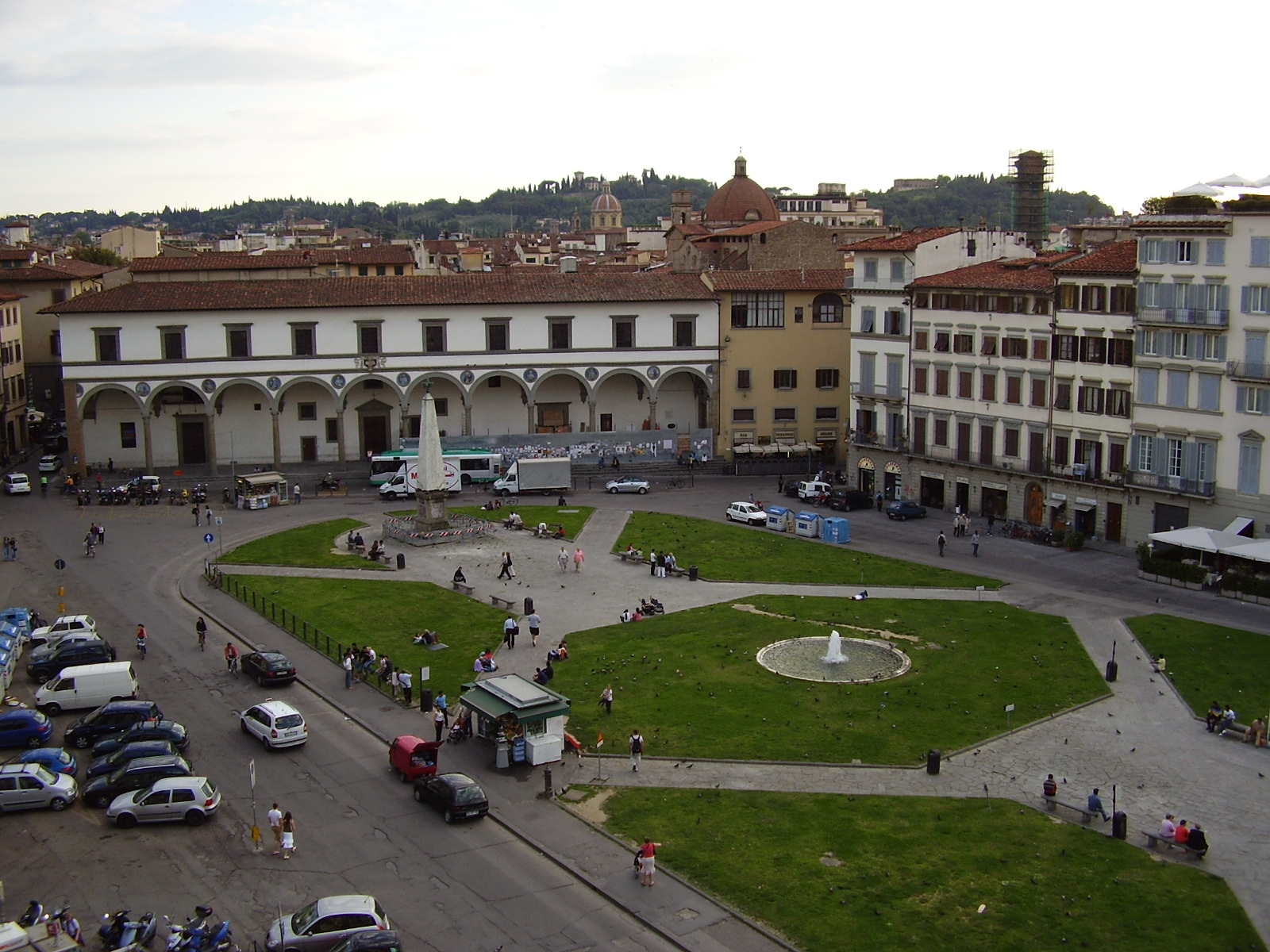
Piazza Santa Maria Novella
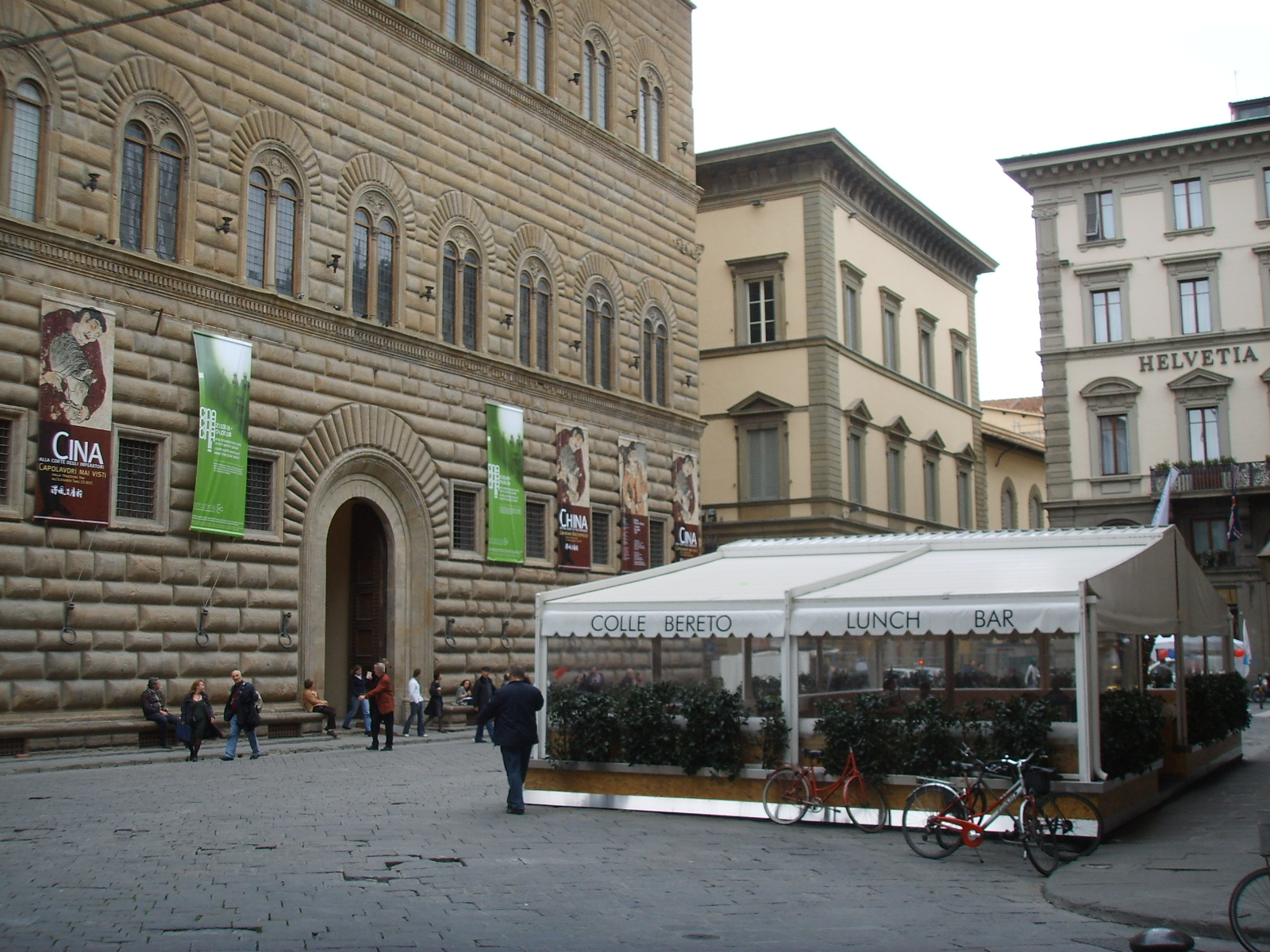
Piazza Strozzi
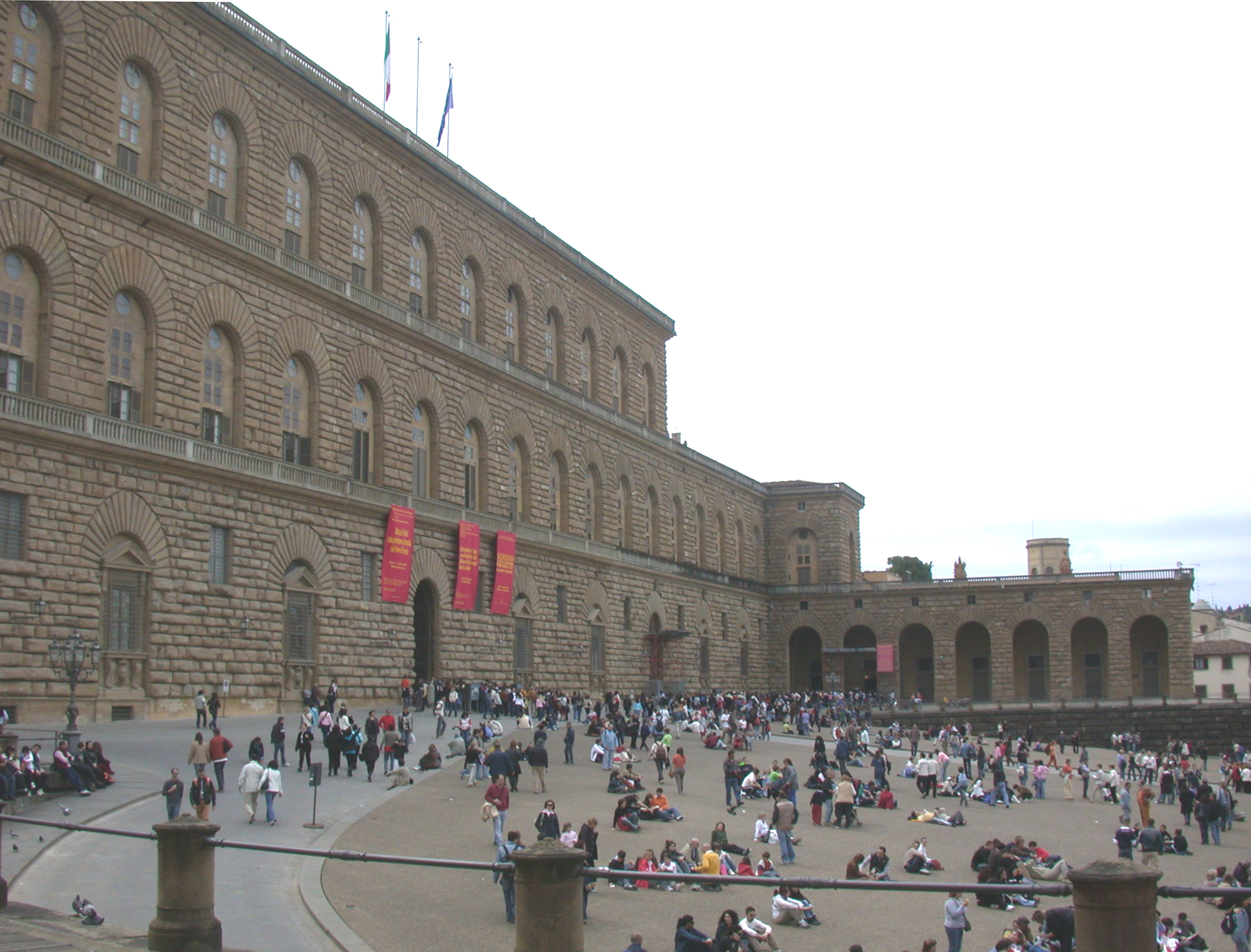
Piazza de' Pitti
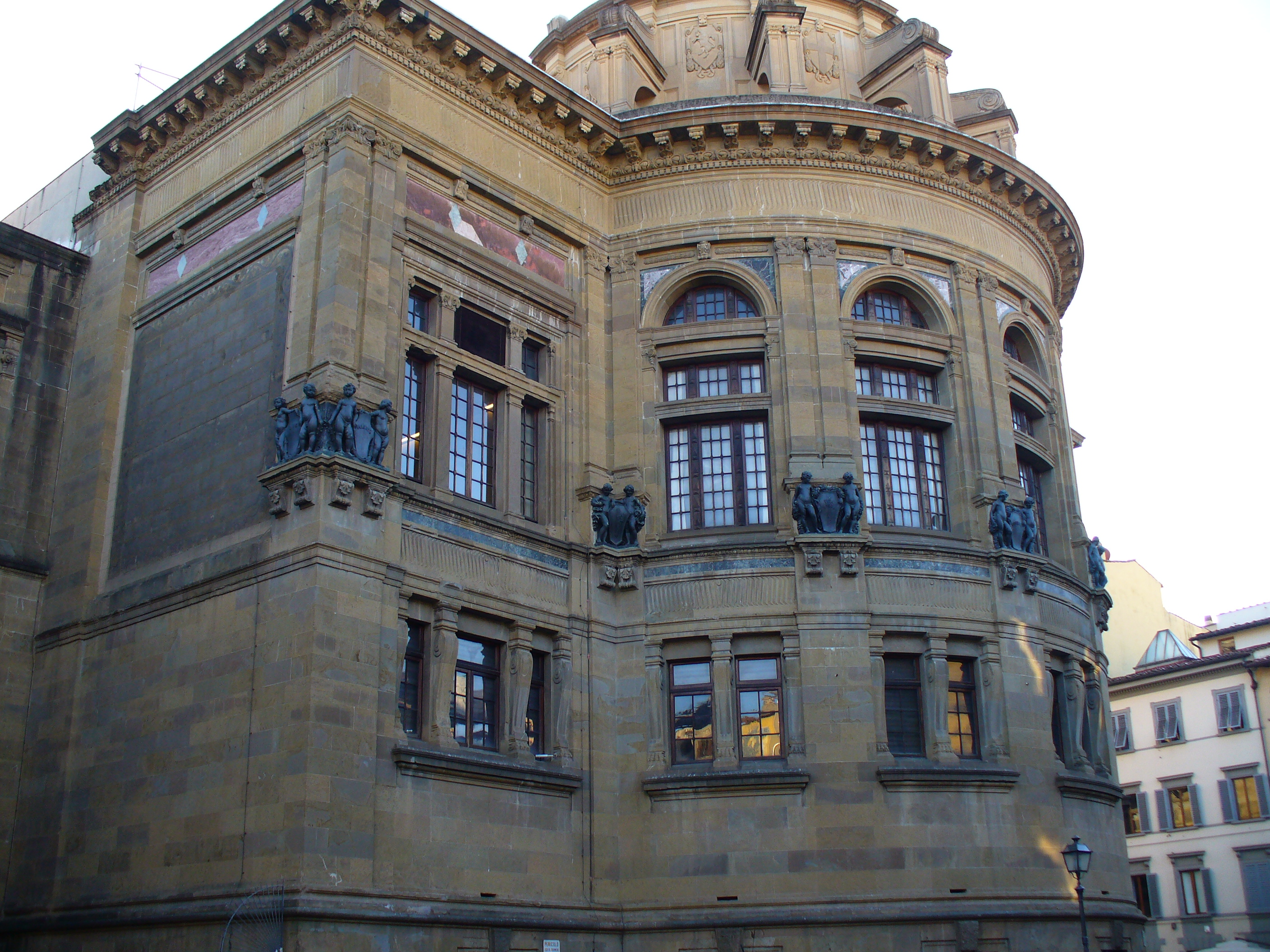
Biblioteca Nazionale Centrale
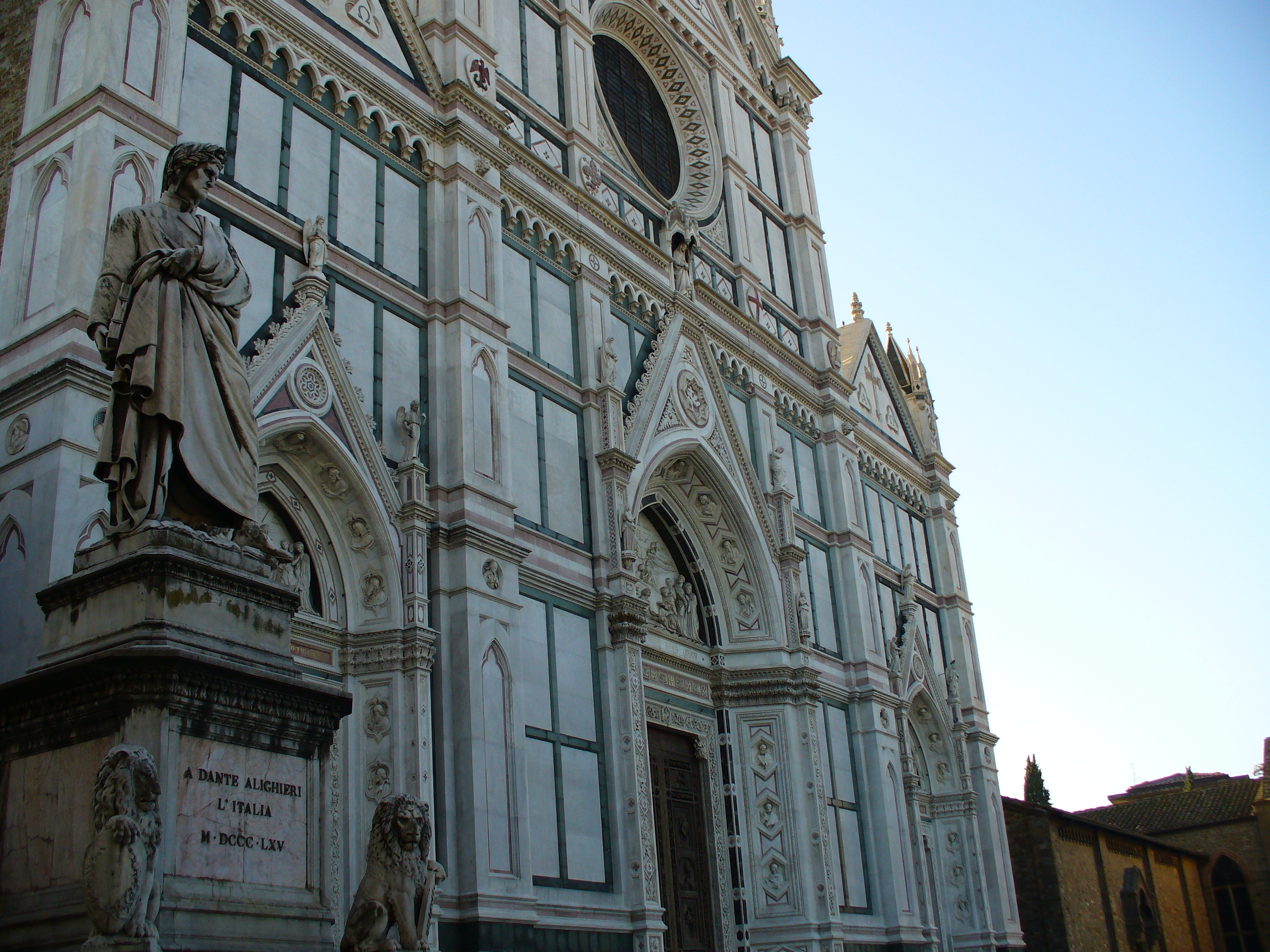
Statua di Dante in Piazza Santa Croce
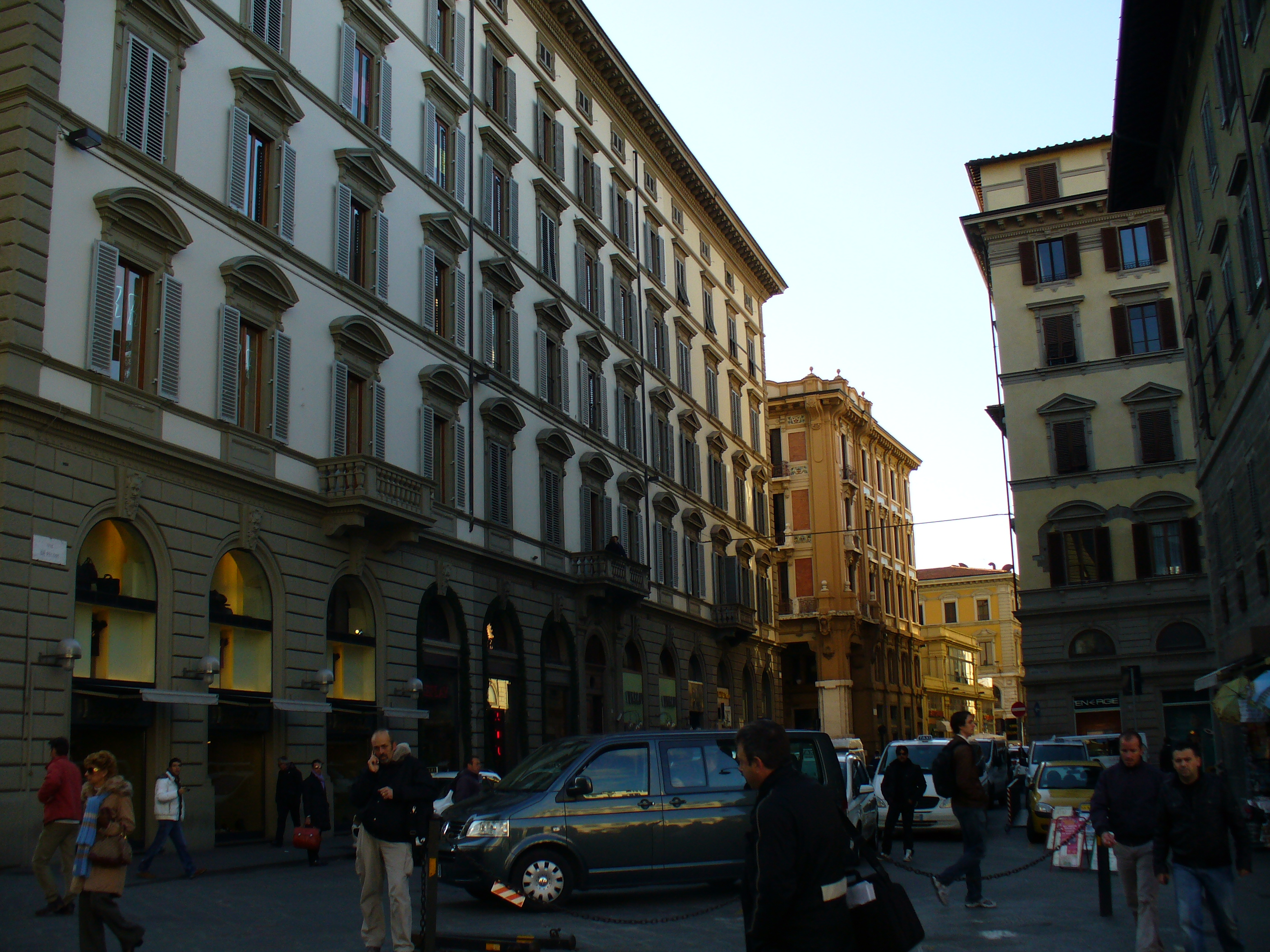
Via de'Pecori
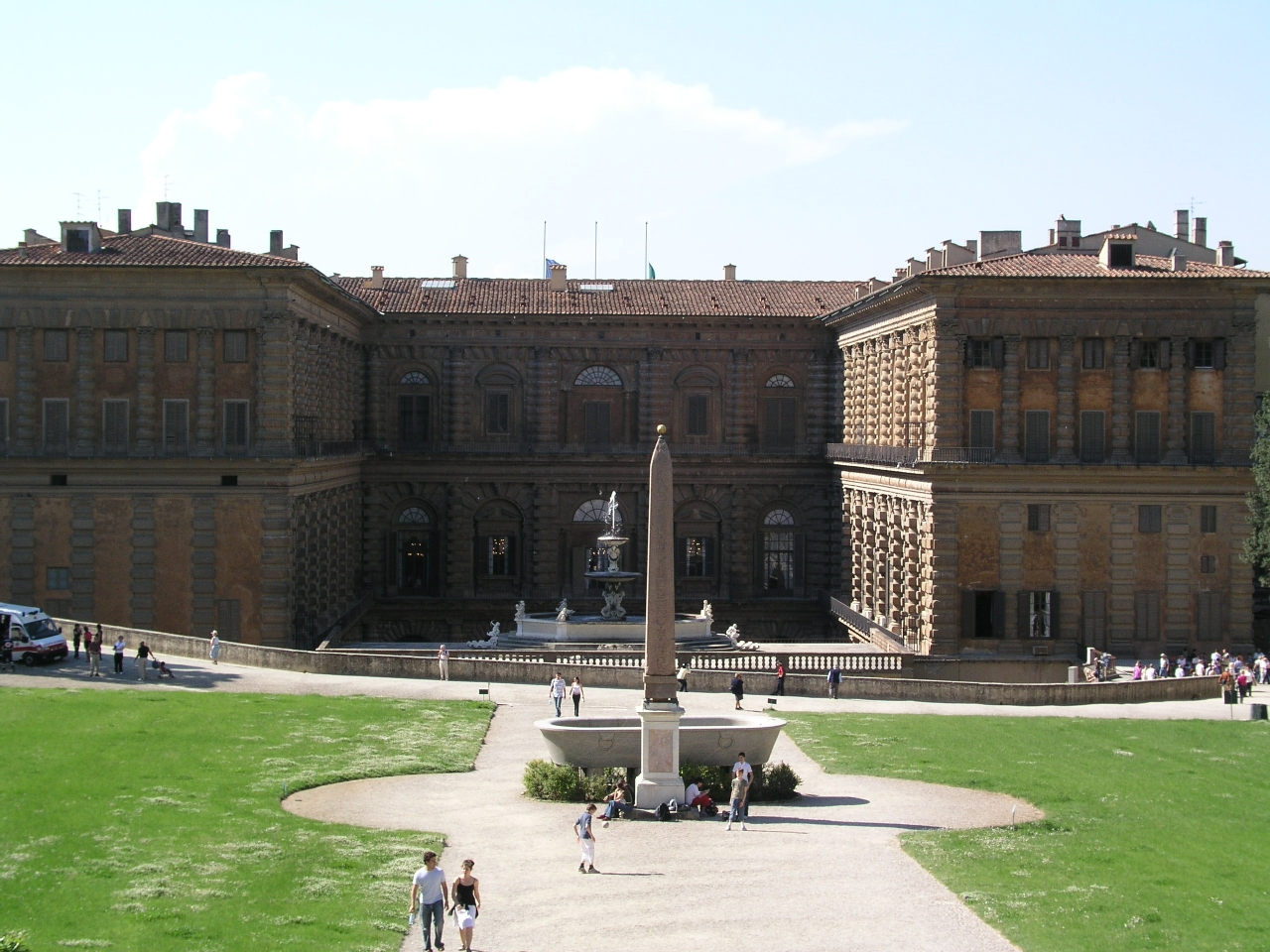
Palazzo Pitti veduta dal giardino
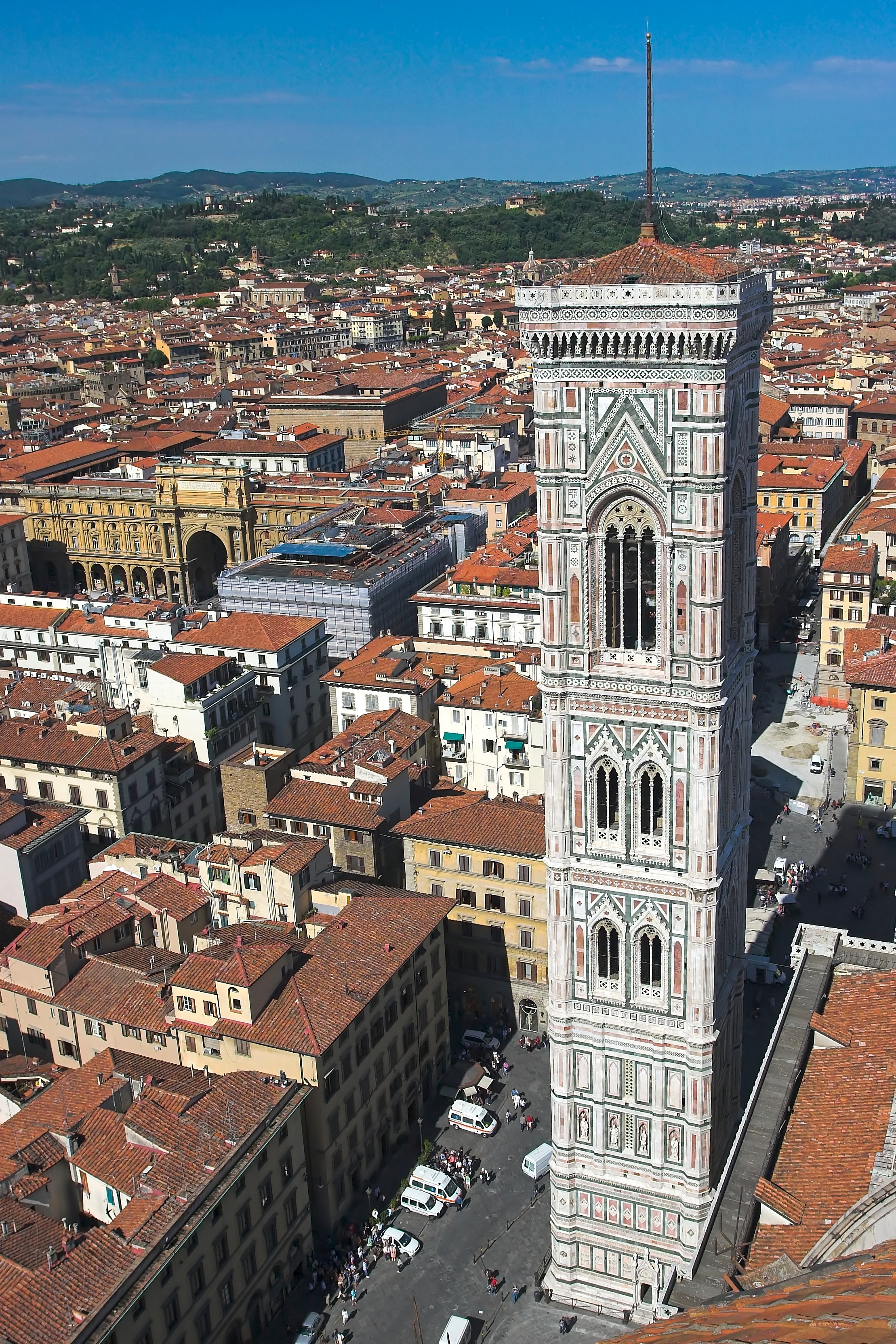
Campanile di Giotto
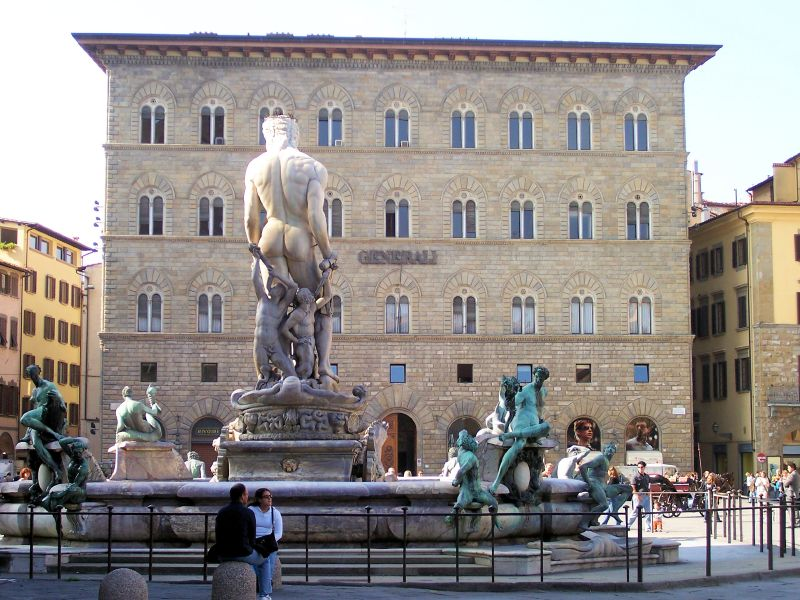
Fontana del Nettuno
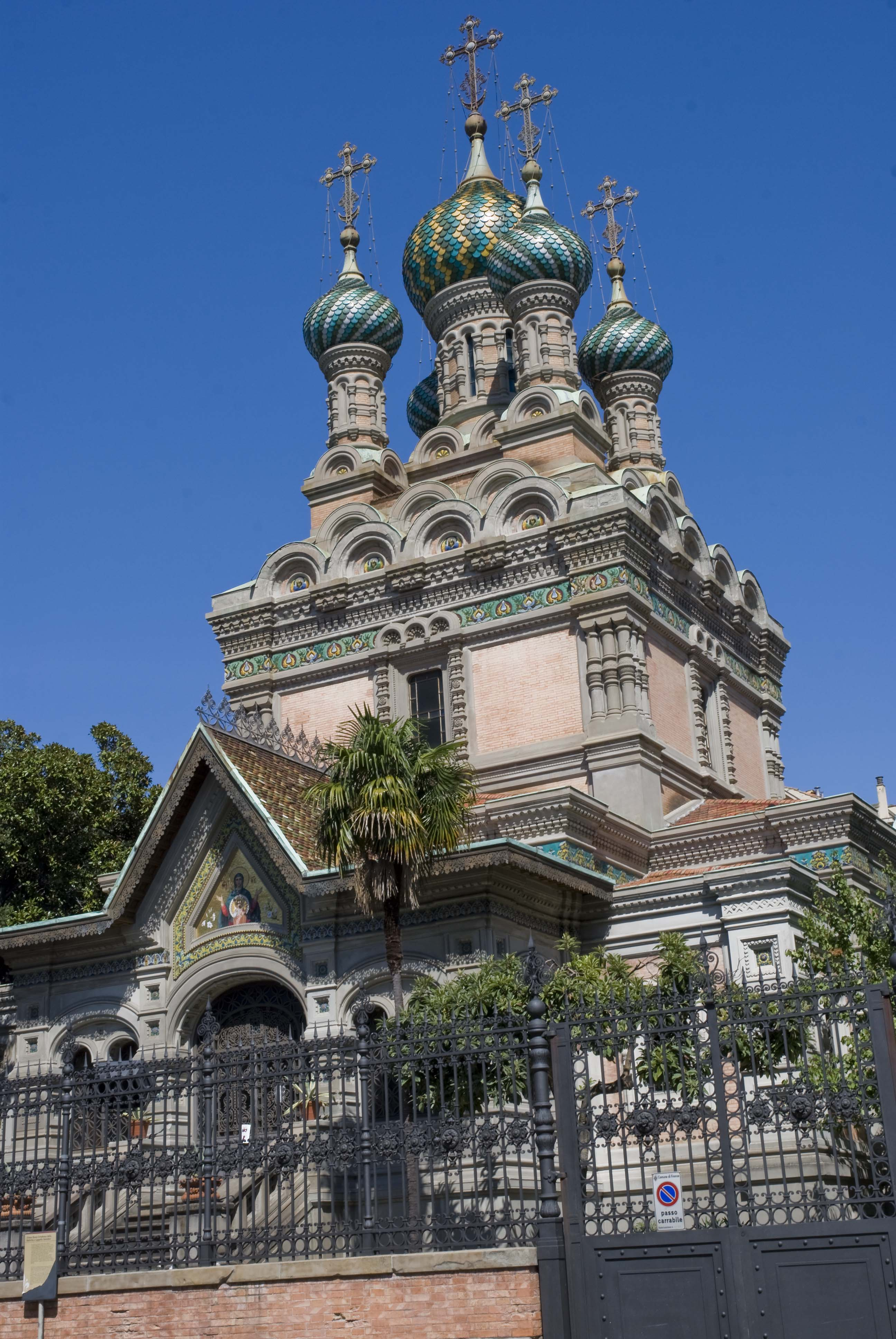
Chiesa Russa Ortodossa
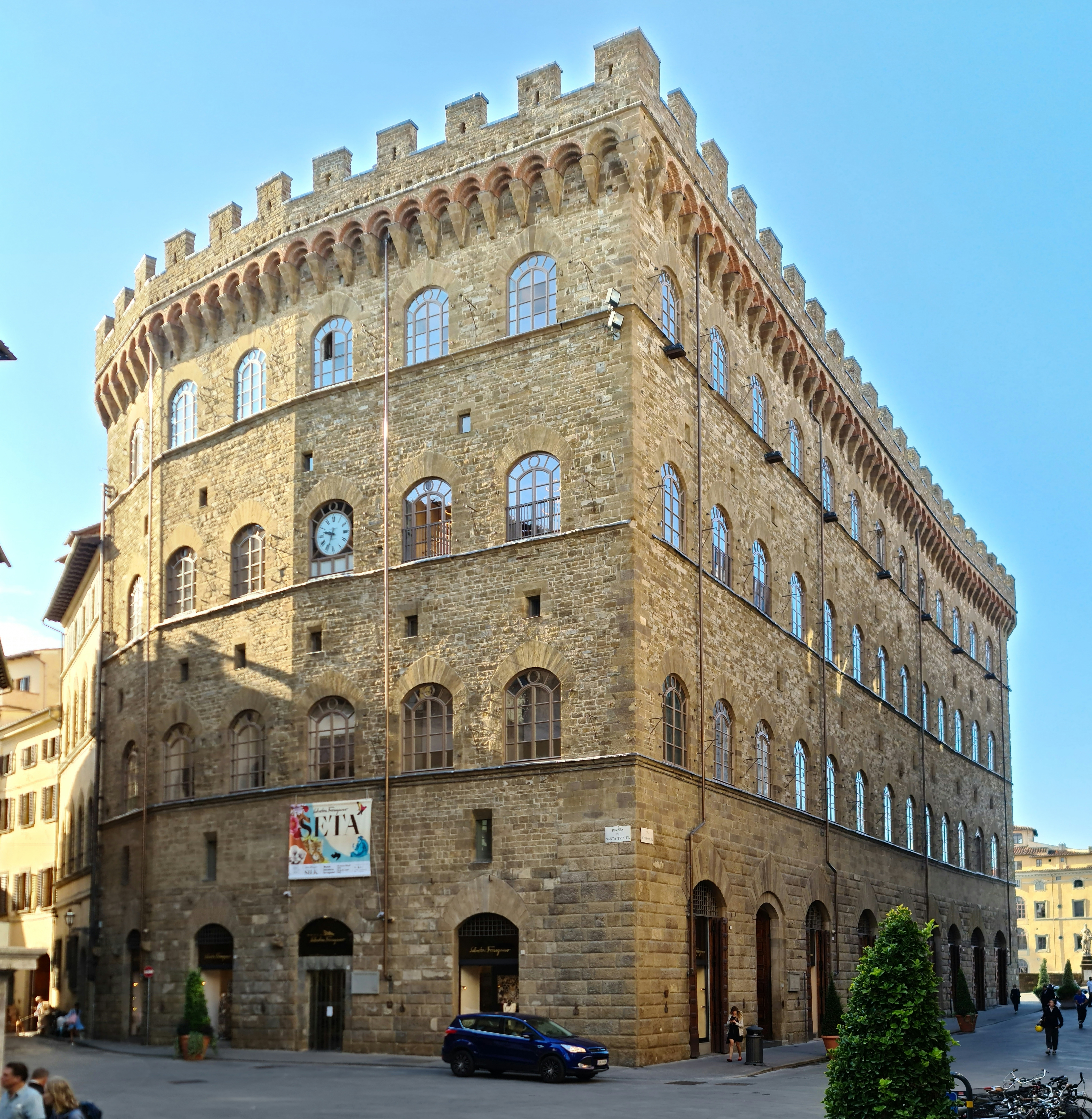
Palazzo Spini Feroni
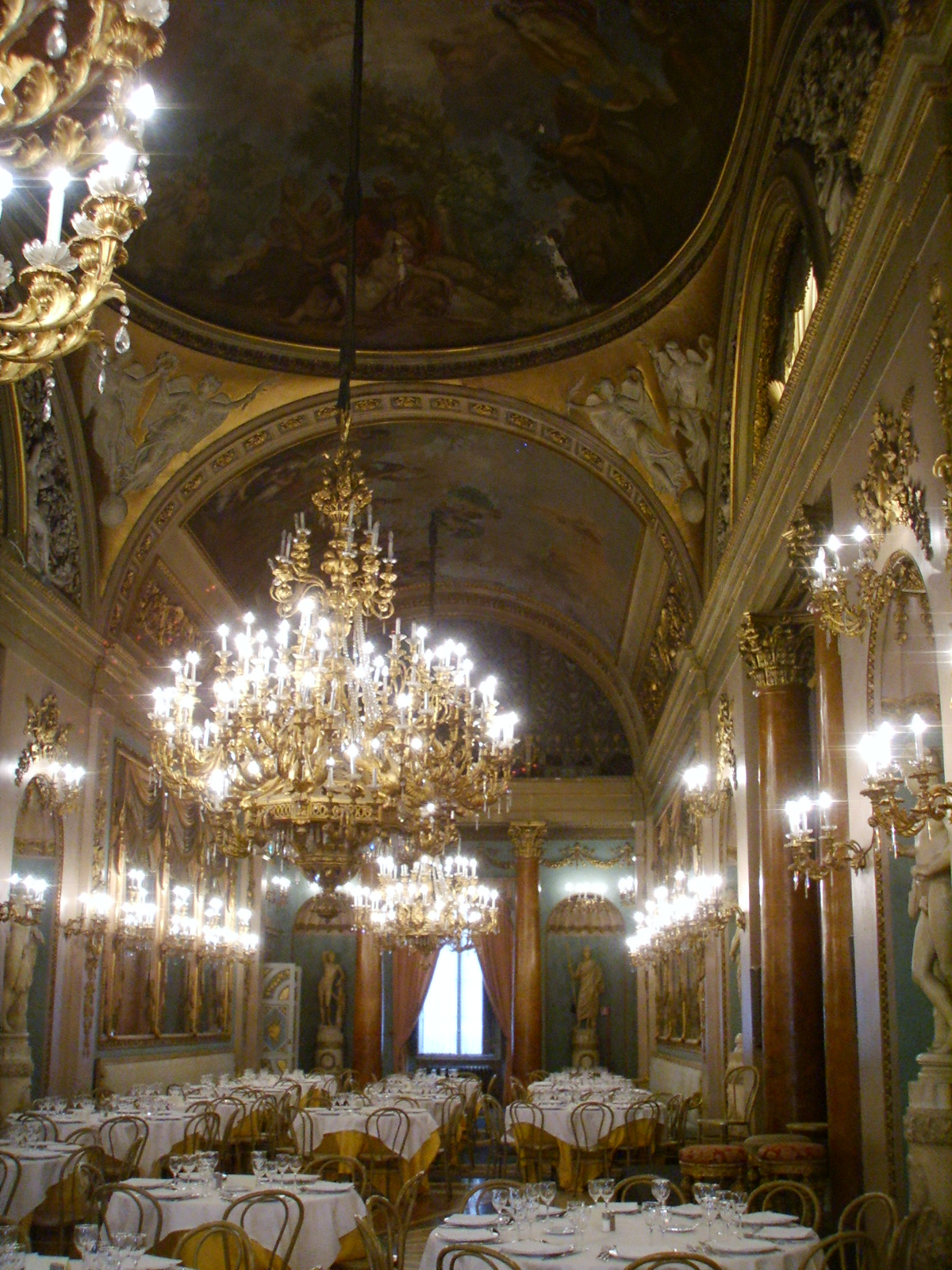
Palazzo Borghese
Piazza del Duomo — Lato sud

-->

## У культурі

## Персоналії
- Чімабуе (1240—1302) — іконописець 13 ст.
- Арнольфо ді Камбіо (бл. 1245—1302) — геніальний архітектор доби готики
- Данте Аліґ'єрі (1265—1321) — поет доби протовідродження, письменник і політик
- Джотто (1267—1337) — геніальний художник 12-13 ст.
- Джованні Бокаччо (1313—1375) — письменник і поет епохи протовідродження
- Якопо делла Кверча (1374—1438) — скульптор епохи проторенессанс
- Філліппо Брунеллескі (1377—1446) — геніальний архітектор і інженер епохи Відродження
- Донателло (близько 1386 — 1466) — скульптор епохи Відродження, основоположник індивідуалізованого скульптурного портрету
- Мазаччо (1401—1428) — геніальний художник 15 століття
- Альберті Леон-Баттіста (1404—1472) — архітектор, вчений, письменник, теоретик і музикант епохи Відродження
- Філіппо Ліппі (1406—1469) — художник епохи Відродження
- Андреа дель Кастаньо (1421—1457) — художник 15 століття
- Алессо Бальдовінетті (бл. 1425—1499)— художник 15 століття
- Андреа Верроккйо (1435—1488) — ювелір, художник, скульптор, голова художньої майстерні
- Козімо Росселлі (1439 — близько 1507) — художник 15 століття
- Сандро Боттічеллі (1444—1510) — геніальний художник, декоратор Сикстинської каплиці
- П'єтро Перуджино (1446—1523) — художник 15 століття, декоратор Сикстинської каплиці
- Доменіко Гірляндайо (1449—1494) — художник 15 століття, декоратор Сикстинської каплиці
- Джіроламо Савонарола (1452—1498) — релігійний і політичний діяч, проповідник, монах-домініканець
- Леонардо да Вінчі (1452—1519) — скульптор, художник, дослідник і інженер епохи Відродження
- Філіппіно Ліппі (1457—1504) — художник епохи Відродження
- Лоренцо ді Креді (1459—1537) — художник 15 століття
- П'єро ди Козимо (1462—1521) — художник епохи Відродження
- Нікколо Макіавеллі (1469—1527) — політичний діяч, письменник
- Фра Бартоломео (1472—1517) — художник епохи Відродження
- Мікеланджело Буонарроті (1475—1564) — скульптор, художник, архітектор і інженер епохи Відродження
- Джуліо де Медичі (1478—1534) — папа римський Климент VII
- Рафаель Санті (1483—1520) — геніальний художник, архітектор
- Франческо Гвічардіні (1483—1540) — відомий італійський політичний діяч, дипломат та історик часів Відродження
- Андреа дель Сарто (1486—1531) — художник доби маньєризму
- Россо Фйорентино (1494—1540) — художник доби маньєризму
- Понтормо (1494—1557) — художник доби маньєризму
- Франческо Берні (1497—1535) — комедійний поет
- Ніколо Тріболо (1500—1550), архітектор, скульптор, садівник
- Джованні Батиста Тассо (1500—1555) — різьбяр та архітектор епохи Відродження
- Бенвенуто Челліні (1500 — 1571) — ювелір, скульптор доби маньєризму
- Бронзіно (1503—1572) — художник, театральний декоратор доби маньєризму
- Джованні-Анжело Монторсолі (1507 −1563) — скульптор доби маньєризму
- Франческо Сальвіаті (1510—1563) — художник доби маньєризму
- Джорджо Вазарі (1511 — 1574) — художник і архітектор доби маньєризму, автор відомого твору «Життєписи найвідоміших художників, скульпторів і архітекторів»
- Бартоломео Амманаті (1511—1592) — скульптор, садівник і архітектор доби маньєризму
- Катерина Медічі (1519—1589) — французька королева-матір, дружина короля Франції Генріха II
- Вінченцо Галілей (1520—1591) — композитор, лютніст, музичний теоретик, батько науковця Галілео Галілея
- Томмазо Мазіні (?) — скульптор, художник, дослідник, мандрівник, майстер ливарної справи, носій таємничих знань
- Лоренцо Гіберті (?) — скульптор епохи Відродження
- Джованні да Болонья (1529—1609) — скульптор доби маньєризму
- Якопо да Емполі (1551—1640) — художник, майстер натюрмортів
- Галілео Галілей (1564—1642) — фізик, астроном, математик, один із засновників сучасного експериментально-теоретичного природознавства, поет і літературний критик
- П'єро Такка (1577—1640) — скульптор доби бароко
- Сальватор Роза (1615—1673) — художник доби бароко
- Карло Дольчі (1616—1686) — художник доби бароко
- Джузеппе Марія Креспі (1665—1747) — художник доби бароко
- Лука Джордано (1634—1705) — художник доби бароко
- Крістофоро Мунарі (1667—1720) — художник доби бароко
- Алессандро Маньяско (1667—1749) — художник доби бароко
- Карло Бартоломео Растреллі(1675—1744) — скульптор, майстер ливарної справи, садівник, архітектор доби бароко
- Луїджі Керубіні (1760—1842) — оперний композитор, викладач
- Карло Коллоді (1826—1890) — письменник
- Арнольд Беклін (1827—1901) — художник символіст
- Чайковський Петро Ілліч (1840—1893) — композитор, закінчив у місті оперу «Пікова дама»
- Достоєвський Федір Михайлович (1821—1881) — російський письменник, закінчував у місті роман «Ідіот»
- Роберто Лонгі (1890—1970) — мистецтвознавець, критик, історик мистецтва, мистецький експерт 20 століття
- Джино Коррадо (1893—1982) — італійський кіноактор.
- Франко Дзефіреллі (1923—2019) — італійський кінорежисер та сценарист
- Тарковський Андрій Арсенійович (1932—1986) — російський кінорежисер
- Лорелла де Лука (1940-2014) — італійська актриса
- Маріна Мальфатті (1940—2016) — італійська актриса
- Дарія Ніколоді (1950—2020) — італійська акторка та сценарист.

## Рейтинги
За результатами опитування, що провів журнал Forbes серед фахівців 2010 року, Флоренція потрапила до дванадцяти найгарніших міст світу.